# 遊☆戯☆王デュエルモンスターズGXの登場人物
遊☆戯☆王デュエルモンスターズGXの登場人物（ゆうぎおうデュエルモンスターズGXのとうじょうじんぶつ）は、テレビアニメ『遊☆戯☆王デュエルモンスターズGX』に登場する架空の人物の一覧である。『遊☆戯☆王デュエルモンスターズ』の登場人物については遊☆戯☆王の登場人物を参照。

## デュエル・アカデミア関連

### 生徒
所属については初登場時のもので分類し、解説中にその移り変わりを記載する。

#### オシリス・レッド
遊城 十代（ゆうき じゅうだい）

丸藤 翔（まるふじ しょう）
声：鈴木真仁
幼い外見と眼鏡が特徴の少年。カイザーこと丸藤亮の弟。
使用デッキは【ビークロイド】。
入学試験での十代の勇姿に惚れ込み「アニキ」と呼び慕うようになる。兄・亮が「カイザー」と呼ばれるエリートなのに対し、自分は落ちこぼれで能力がないと嘆くことが多かったが、徐々に立ち直り逞しくなっていく。慢心する悪い癖があり、手痛いしっぺ返しを食らうこともあった。気は弱いが、1人で島を出て行こうとしたり、行方不明になった十代を探しに行ったりするなどの行動力はある。
2期では進級した直後に胡蝶蘭に勝ち、ラー・イエローに昇格する。ジェネックス大会では、最初は戦いから逃げる日々を過ごしていたが、ヘルカイザーとなった亮がアカデミアに上陸したのを機に、亮と戦う事を決意。バトルにも積極的に参加するようになり、遂に亮と対決するが、衝撃増幅装置を使ったヘルデュエルによって心身共に重傷を負う。しかし、翔は意識が薄れる寸前に、亮のリスペクトデュエルを引き継ぐ事を誓う。敗北も多いが、徐々に上級デュエリスト並の実力を身に付け始めており、ヘルカイザーと化した亮の対戦に於いても、彼を後一歩の所まで追い詰めている。
3期ではオベリスク・ブルーに昇格したが、自分が未熟だと知り再びラー・イエローで鍛えなおす。
ヨハンを助ける為に異世界に行く事には初めは乗り気ではなかったが結局行く事にした。しかし異世界に来て変わりつつある十代に疑いの感情を抱いてしまう。そして、邪心経典により疑いの感情を増幅され十代と決別。以後は一人で異世界を放浪するが、亮との再会を得て十代の行く道を見届ける決意を固める。異世界から帰還した後は十代の事を何も分かってやれなかった事を猛省し、流れ星に「アニキが帰ってきますように」と願い、その流れ星から現れた十代と再会する。
4期では再びオベリスク・ブルーに昇格。亮とサイコ流継承者・猪爪誠とのデュエルで兄の覚悟を目の当たりにし、サイバー流デッキに自らのビークロイドを組み合わせた新たなるデッキで猪爪と対戦。劣勢を跳ね返して勝利を収める。その戦術には亮も驚き、「いつの間に俺を追い越していった」とまで言うほどだった。その際、亮からサイバー流のデッキを受け継いでいる。さらに、兄とともに新しいプロリーグを作ることを決心する。アカデミアの卒業デュエルでは、剣山と同様に空野の姿をしたミスターTに敗れダークネスの世界へ連れて行かれる。その世界で亮と共につくったプロリーグで上手くいかず挫折してしまうビジョンを見せられるが、十代の言葉で諦めない心を呼び起こし、他の生徒らと共に現実世界に帰還する。卒業デュエルでは万丈目や明日香と共に最優秀の一人となった。
早乙女 レイ（さおとめ レイ）
声：仙台エリ
女子生徒。
使用デッキは【恋する乙女】、【卵】。
一目惚れした亮を追って試験を合格しデュエル・アカデミアにやって来た。初登場時は正体を隠すために少年の姿を装っていた。十代とのデュエルでは恋する乙女を使いこなし、フェザーマンとスパークマンをコントロールしたりとそれなりの実力を持っていたが、バーストレディの怒りを買った上に専用カード「バーストリターン」で奪還され、フレイム・ウィングマンに倒された。敗北後は性別を明かされた上、小学五年生だということも判明し入学不可ということで島を去った。また、十代に対して恋心を抱くようになり、彼を「十代様」と呼んで熱烈なアタックを繰り返している。2期ではジェネックス準優勝の功績を認められ高等部編入、女子ながらオシリス・レッド所属という特例措置を受ける。十代やマルタンに手作り弁当を作るなど、心優しい少女の一面もあるが、基本的にはボーイッシュな服装を好み、一人称も「ボク」を用いる。異世界に飛ばされた後、マルタンと行動しているところをユベルに襲われ、負傷してしまう。その後、十代達が届けた薬で無事回復し、十代とヨハン、ユベルのデュエルをオブライエンと共に見届けた。
ユベルの事件が解決した後は、オベリスク・ブルーに昇格したが、制服はオシリス・レッドの時のままである。卒業アルバム委員としてペアデュエルを開催して剣山と共に参加。決勝で罠カード「パートナー・チェンジ」によって十代と組みたいという願望を実らせたが、これが逆に十代と明日香の結束を促してしまった。
なおPSP版『タッグフォース3』では、レッド制服、ブルー制服、小学五年（男装）、小学五年（少女）と、4種類ものストーリーが用意されており、卵デッキの主要カードがOCG化されておらず、ゲームオリジナルカードとしても登場しない ことからレッド制服とブルー制服の時はライトロードデッキを使用する。
英語版での名前はBlair Flannigan。
木下（きのした）
声：吉田麻子
ジェネックスで1年先輩の翔と対戦したが敗北した。

#### ラー・イエロー
三沢 大地（みさわ だいち）

ティラノ剣山（ティラノけんざん）
声：下崎紘史
2期から登場する筋肉質の少年。語尾に「～ドン」や「～ザウルス」と付ける恐竜オタク。
使用デッキは【恐竜族】。
恐竜や昆虫をこよなく愛し、自らを「気付かれない蓑虫」と例える翔に対し「蓑虫さんに失礼」と昆虫と恐竜の関係を説いていた。地方にいた頃は不良少年であり、喧嘩に明け暮れながらも公園等の清掃活動にも参加していた。その頃を本人は「悪い事もした、だが同時に良い事もする。だから皆が安心してしまいワクワクしない」と反省している。
幼い頃、親と共に行った化石発掘現場で落盤事故に遭い足の骨が潰れ、失われた骨の代用として恐竜の骨の化石を埋め込まれた。興奮すると時折瞳が爬虫類のように変化する（本人曰く「恐竜のDNAを取り込んで進化した」）。
入校当初は「オベリスク・ブルーが当然」と高慢な態度で登場（しかし、アカデミアの制度によりイエローになった）、己の強さを示す為に子分を引き連れて「ティラノ団」を結成しデュエルディスク狩りを行っていたが、十代に敗北。その際、彼の個性に惚れてしまい押しかけ舎弟になる。以後はティラノ団を解散させ十代の部屋に居候する。十代のただ一人の舎弟を自負する翔とは痴話喧嘩が絶えないが、彼を尊敬している場面もあり仲は良い。彼の制服は他のラー・イエロー生徒と比べて色が濃く、袖は自ら外している。十代達に御馳走を作るなど料理の腕も達者で、十代の顔の特大アップリケを作るなどかなり家庭的な特技を持っている。
前述のDNAのおかげで斎王琢磨（破滅の光）の洗脳術は通用しなかったが、爬虫類を暴走させる原因となる電磁波の影響も受けてしまう。精霊を感じることができたり、斎王やネオスが「ストレングス（力）の象徴」と呼ぶなど、特別な素質を持っている。十代と斎王とのデュエルの際に精神がスペースザウルスとなり、ネオスと共にレーザー衛星「ソーラ」を破壊するという活躍を見せた。
3期では十代らがユベル（加納マルタン）の元へ行こうとするときはデュエルゾンビ達と戦った。鮫島校長からユベルの話を聞いた後、ヨハン・アンデルセンを助けに行く為に異世界へ戻ったが、豹変した十代に憎悪に近い違和感を覚えている。その後ブロンに捕らえられてしまい「邪神教義－憎」の発動により光の粒子となり消滅したが、十代とユベルのデュエルの後無事現実世界へ戻ってきた。
4期では早乙女レイと共に卒業アルバム委員としてリーダーシップを発揮している。卒業デュエルの時、十代に空野大悟の捜索を頼まれ発見するが、それがミスターTである事に気付きデュエルを行う。持ち前の恐竜のDNAのおかげで心に闇がなくミスターTを苦戦させたが、彼の言葉に翻弄され敗北、ダークネスの世界へ連れて行かれた。だが十代の声を聞いた事で、現実世界への帰還を果たした。卒業式では下級生代表として送辞を読む事になったが、悲しみのあまり涙して、クロノス・デ・メディチ教頭と同様に退場させられた。180話の予告にて卒業後の翔と連絡を取り合う事を約束している。
英語版では十代への台詞のほとんどが、カートゥーンネットワークにおける「同性愛表現の規制」の対象に指定され、全く別の台詞へと変更されている。
小原 洋司（こはら ようじ）
声：樋口智恵子
小柄な外見の男子生徒。 デュエルの実力はあるが、プレッシャー弱く連敗している。大原とは気が合う親友。
使用デッキは「キングゴブリン」を主力とした【ゴブリン】。
「闇の巨人デュエリスト」として報復活動を行い、闇夜でのアンティルールで自分達をいじめの標的にした生徒のレアカードを片っ端から奪い続けた。79話で台詞はないものの大原と共に卒業式に出席していた。
英語版での名前はBrier。
大原 進（おおはら すすむ）
声：かねこはりい
男子生徒。大柄ななりだが、そんなに気は強くなく温厚。小原とは気が合う親友で、彼が十代に負けた際にかばったりしている。小原とは違いデュエリストではなくゲームデザイナー志望。
小原の意志を認め、「闇の巨人デュエリスト」を演じて彼の計画に加担していた。179話で台詞はないものの卒業式に小原と共に出席していた。
英語版での名前はBeauregard。
神楽坂（かぐらざか）
声：日野聡
闇遊戯に似た風貌をしており、千年パズルの柄のシャツを着ている。他人のコピーが得意で、デッキだけでなくその持ち主の口調も真似るのが特徴。武藤遊戯、海馬瀬人、丸藤亮といったトップデュエリスト達のテクニックを研究し尽くしている。展示されることになった遊戯のデッキを盗み、盗んだデッキで十代とデュエルする。「開闢の使者」や「混沌の黒魔術師」といった闇遊戯が使用していなかったモンスターで圧倒するもいずれも「スカイスクレイパー」で強化されたフレイムウィングマンに倒されて敗北する。十代とのデュエルの後、十代と亮にデュエリストとして自分に足りない物を教えられた。だが、今度は十代に化けてデッキもそのまま十代同様のものにするなど、教訓になっていなかった。179話で卒業式に出席していた。
英語版での名前はDimitri。
江里糸 石輝（えりいと いしき）
声：山岸弘一
男子生徒。名前通りエリート意識が強い。内村 米人（うちむら よねひと）（声：岩下政之）らと共にホワイトサンダーとなった万丈目とのデュエルに敗北、光の結社の一員となった。光の結社の崩壊後は元に戻った。異世界に飛ばされた時は内村らと共にゾンビ化していた。なお、この名前は取巻達同様、NDS版「スピリットサモナー」において設定されたものであり、アニメ本編では名前は登場しない。
上杉（うえすぎ）
声：岩間健児
男子生徒。ジェネックスで守備デッキを使い剣山と対戦したが敗北した。
山中（やまなか）
声：中村太亮
男子生徒。異世界に飛ばされた際、空腹に耐えられずユベルに操られたマルタンの思うがままに、笑いの仮面の精霊と融合させられてオブライエンと対決。人を小馬鹿にしたように「笑っちゃう」「笑える〜！」などと笑う。最後は嘘泣きしてオブライエンを倒そうとするも、囮と気付いていたオブライエンに止めを刺され、「笑えね〜！」と言い残し敗北。無事に救われた。

#### オベリスク・ブルー
万丈目 準（まんじょうめ じゅん）

天上院 明日香（てんじょういん あすか）

天上院 吹雪（てんじょういん ふぶき）

エド・フェニックス
声：石田彰、幼少期：吉田麻子
2期から登場するプロデュエリスト。ペガサス・J・クロフォードにとって5本の指に入るデュエリストの内の一人。一人称は「僕」。
使用デッキは【D-HERO（デステニーヒーロー）】。登場当初はE・HEROも使用していた。また、購買の余り物のパックで作成したデッキを使い、十代を苦戦させたこともある。
墓地を「セメタリー」、効果を「エフェクト」と呼ぶなどデュエル中は日本語に英語を織り交ぜた独特の口調で喋る。プロとしてのプライドと技量はかなり高く、公式サイトの紹介によると「学園最強」。当初はアカデミアのカードを盗んだ相手に対して「クズ」と卑下したり、決闘に敗北した十代を「雑魚」と呼びつけたりと、随所で人を見下す傲慢な態度を露にする事があった。
ペガサスの元でカードデザイナーとして活躍していた父を何者かに殺され、仇を追いつづけている。父の死後は、父の知り合いだというプロデュエリストのDDを後見人に、さらに親友の斎王琢磨のマネージメントを得てプロとして活躍する。
斎王の命により、アカデミアに入学し、オベリスク・ブルーに籍を置く。十代に憧れるふりをして彼にデュエルを挑み力量を測る。その後プロリーグにて亮を打ち破り、十代へ宣戦布告。十代に勝利し、デッキに込められた斎王の光の波動を浴びせた。しかし、宇宙からやってきたネオスペーシアンを手にした十代との再戦では敗北する。童実野町での修学旅行では、十代とタッグを組み斎王の妹・美寿知と対決。美寿知の助言を受け、ジェネックスと前後して斎王の行動に疑問を抱き始め、やがて対立していく。さらに大会の最中、実は父が亡くなった後自分を育ててくれたDDが父の仇敵であったことが判明し、激闘の末に彼を倒して、父の形見でもある「D-HERO Bloo-D」のカードを取り戻した。そして斎王に取り憑いていた「破滅の光」を知り、デュエルを挑むが敗北。後を引き継いだ十代が勝利したことにより、破滅の光は消滅した。
十代に対してはヒーローが大好きで楽しいデュエルを無邪気に喜ぶ姿勢を忌み嫌い、一度は圧倒的な攻勢で勝利を収めている。だが後、再戦で敗北をしたことにより、彼のデュエリストとしての力量と、デュエルを楽しむ喜びを再認識するに至り、以後は良きライバルとなり、デュエル・アカデミアを自分の活動拠点とする。尚、普段は寮ではなくアカデミア島の港に接岸した自分の客船に起居する。
3期ではプロリーグに復帰した為授業はほとんど受けられていないが、籍はまだデュエル・アカデミアに置いている。亮と共に異世界へ旅立ち、十代に友である斎王を救ってもらった借りを返すために、オースチン・オブライエンの十代救出を陰ながら手伝った。アモン・ガラムの為に異世界へ来たエコーを気遣い、彼女を殺そうとしたアモンとデュエルを行うが、エクゾディアの攻撃を喰らい消滅する。十代とユベルのデュエルが決着した後、他のメンバーと同じく現実世界に帰還した。
4期では「千里眼グループ」をスポンサーとしプロとして活躍していた所、クロノス・デ・メディチの頼みで万丈目を付き人として雇う。次第に有能さを見せ始めた万丈目に、「最後のD」のカードの管理を任せるも、盗まれてしまい激怒。さらに万丈目が十代とのデュエルで負けたことにより、千里眼グループからの契約を打ち切られ、自身も責任を取りプロを引退する。その後、カードを盗んだ犯人であるマイクの策略により万丈目とデュエルする事になるが、十代の活躍により最後のDのカード、「Dragoon D-END」を取り戻す。激闘の末に万丈目に勝ちを譲ったが、プロの世界で雪辱を果たすことを宣言する。カードを取り戻したことにより千里眼グループとの契約は続くことになった為、再びプロの世界に舞い戻った。
『遊☆戯☆王ARC-V』における彼についてはこちらを参照。
藤原 優介（ふじわら ゆうすけ）
声：成瀬誠、幼少期：藤田麻衣
4期で登場したオベリスク・ブルーの男子生徒。数年前に旧オベリスク・ブルー男子寮で行方不明となっていた。
ダークネスとしての使用デッキは【クリアーモンスター】。
かつては丸藤亮、天上院吹雪の二人に並ぶ天才デュエリストで、二人を超える才能の持ち主であった。ダークネスの力と契約し、その場に居合わせた吹雪の目の前で、ダークネスの力を持つ仮面のカードを吹雪に託し、姿を消した。幼少期の両親の死が原因で「自分が他人から忘れられること」に恐怖を抱き、ダークネスと一体化し多くの人々を闇の中に消し去った。
吹雪を撃破した後ヨハン、十代とのバトルロワイヤルを行うが敗北。一体化していたダークネスは消滅し、彼の心もオネストによって救われたが、十代が学園に行った隙にダークネスの世界へ連れて行かれた。その後は吹雪やヨハンらと共に現実世界に戻ってきた。
卒業式後のパーティでは一連の事件について謝罪した。なお、十代達と共に卒業するような描写はない。
一人称は「ボク」だったが、ダークネスに変貌して以降「オレ」と言っており元に戻ってからも使用している。
枕田 ジュンコ（まくらだ ジュンコ）
声：谷内友美
オベリスク・ブルーに所属する明日香の友人。十代らオシリス・レッドの男子生徒には、いつも馬鹿にしがちできついことを言う反面、ミーハーでイケメンの男子には弱い。1期では十代の事を生意気と言っていたが、4期では明日香とお似合いと言っている。
オベリスク・ブルー所属だがデュエルの腕はイマイチである。ジェネックスでは、ももえとタッグを組みプロランク8位のソムリエ・パーカーと対戦したものの、圧倒された挙句、明日香に続きを任せてしまっている。3期ではももえやトメさんと一緒にデスデュエルで傷ついた生徒達の看護をしていた。
4期ではダークネスのアカデミア侵攻の際、ミスターTに敗れ明日香・ももえと共にダークネスの世界に連れ去られるが、ダークネスの事件が解決すると現実世界に戻ってきた。
名前の由来は桜田淳子。英語版での名前はJasmine。
浜口 ももえ（はまぐち ももえ）
声：長浜満里子
オベリスク・ブルーに所属する明日香の友人。どこかトボケた性格である。万丈目、三沢、エド、吹雪などの美男子に弱い。親友のジュンコと行動のほとんどを共にしている。進路はジュンコと同じデュエルキッズスクールの講師を志望している。
名前の由来は山口百恵。英語版での名前はMindy。
取巻 太陽（とりまき たいよう）
声：石橋美佳
男子生徒。元は慕谷 雷蔵（したいたに らいぞう）（声：岩間健児）と共に万丈目の取り巻きだったが、デュエル・アカデミアを追放されオシリス・レッドに落ちた万丈目を馬鹿にしていた様子。だがホワイトサンダーとなった万丈目とのデュエルに敗北し、光の結社の一員となり結果的に万丈目の取り巻きに戻った。その後は光の結社の崩壊に伴い元に戻ったようである。なお、この名前は慕谷達同様、NDS版「スピリットサモナー」において設定されたものであり、アニメ本編では名前は登場しない。
高寺（たかでら）
声：平野貴裕
男子生徒。高寺オカルトブラザーズの会長。会員の向田（むこうだ）（声：大坪瞳）、井坂（いさか）（声：下崎紘史）と共に「人造人間-サイコ・ショッカー」を召喚しようとしていたが、憑依されてしまい十代とデュエルを行う破目になった。179話では向田、井坂と共に卒業式に出席していた。
英語版での名前はTorrey。
綾小路 ミツル（あやのこうじ ミツル）
声：うえだゆうじ
男子生徒。綾小路モーターズの御曹司で、亮に匹敵する実力を持つらしい。
使用デッキはテニス部の部長でもあり、【テニス】。
自惚れかつナルシストな性格。どちらが明日香のフィアンセになるかという理由で十代とデュエルした。
英語版での名前はHarrington Rosewood。
大山 平（たいざん たいら）
声：土田大
使用デッキはドローパンにこだわっていたためか、【ドロー】。
デュエルにおいて引きが悪く連敗していたため、自然の中でドローの修行をしており（群生キノコの中から無毒のものを見抜いて食べるなど）、上半身裸で筋肉質な体、伸び放題の髪といった野性的な格好をしていた。修行の成果を確かめるべく十代とデュエルする。手札を放棄してドローしたカードを即使う、カードドローで効果となるもの、ドローするカードを予測するもの（さらに枚数予測が困難な序盤に使用する）で構成された超ギャンブルデッキながら完璧に使いこなし、後一歩というところで勝利のことを考えてしまい、引きに失敗し敗北。後に復学する。90話で茂木と共にクロノスの秘密兵器1号として再登場しプロランク10位のマティマティカを倒した。この時は野生の引きのため山籠もりの修業に戻っており、さらに野性化していた。
名前の由来はターザン・タイラー。英語版での名前はDamon。
茂木 もけ夫（もてぎ もけお）
声：渡辺啓
使用デッキは【もけもけ】。
のんびりとした風貌のマスコットモンスター「もけもけ」を使い、彼もデュエル中はのんびりとしている。彼も十代や万丈目同様デュエルの精霊が見える。かつては優秀なデュエリストだったが、もけもけデッキを使うようになった彼の影響でやる気をなくしていった生徒が激増したため、隔離された空間（島の中央にある鶏小屋の地下？）にある寮に住んでいる（その寮は南の島をイメージしたような豪華な造りになっており、隔離というイメージほど待遇が悪い訳ではない）。彼に接するときは防護服を着ないといけないらしい。翔や明日香、三沢も彼の影響を受けたが、なぜか十代は彼の影響を受けなかった。
90話で大山と共にクロノスの秘密兵器2号として再登場しプロランク9位のサンブレ・ゲレロを倒した（というよりも相手が途中でやる気を喪失し、デュエルを放棄した）。179話では卒業式に出席していた。
英語版での名前はBelowski。
五階堂 宝山（ごかいどう ほうざん）
声：石橋美佳
万丈目達の1年後輩。
使用デッキは【戦士族】。
レッドになった万丈目が再びブルーに上がる試験で戦った。かつてブルーにいた万丈目を尊敬していたが、昔と違っておジャマを使っている万丈目やおジャマらを見下し、徹底的に馬鹿にする。しかし、最終的におジャマにトドメを刺され敗北。
英語版での名前はReginald Van Howell III。
胡蝶 蘭（こちょう らん）
声：松井菜桜子
オベリスク・ブルーの中でも指折りの実力者らしい。亮の大ファンである。
使用デッキは【昆虫族】。
翔がラー・イエローに昇格するための試験で戦った。その際、翔に勝てばプロリーグに紹介するという条件でデュエルした。高飛車な性格で、亮の弟である翔を「（十代の）腰巾着」と見下す。
英語版での名前はMissy。
武田（たけだ）
声：岩下政之
ジェネックスで三沢と対戦。炎属性デッキで三沢を苦しめたが最終的に敗北した。
原田（はらだ）
声：藤原祐規
異世界に飛ばされた後、空腹に耐えられずユベルに操られたマルタンの思うがままに、無表情の仮面の精霊と融合させられてヨハンと対決。モンスターを召喚せずに手札や墓地のカードを発動しヨハンを追い詰めようとするが敗北。無事に救われた。
寺岡（てらおか）
声：横田紘一
異世界に飛ばされた後、空腹に耐えられずユベルに操られたマルタンの思うがままに、怒りの仮面の精霊と融合させられてジムと対決。「怒りのアンカー・ナイト」を主にしたデッキを使用し、ジムを怒涛の攻撃で追い詰めるが、化石騎士の効果を知らなかったため、結果的に敗北。無事に救われた。
空野 大悟（そらの だいご）
声：豊永利行
2年生のエース。十代が卒業デュエルで最初にデュエルした相手。
オベリスク・ブルーの生徒には珍しく嫌味さや傲慢さの無い爽やかな性格でラー・イエロー所属の剣山とも親しい。
使用デッキは十代の「融合」に対抗するため、魔法カードの発動を封じる「ホルスの黒炎竜」と罠カードを封じる「王宮のお触れ」のコンボを中心としたデッキ
十代に挑んだが、効果モンスターの効果と魔法カードを使わないコンタクト融合の前に敗北した。その直後、一人でいるときにミスターTと遭遇。自分と同じ姿に化けたミスターTとデュエルしたが敗北してしまい、闇に飲み込まれて消えてしまった。その後ミスターTは彼の姿に化けアカデミアの生徒や教師をダークネスの世界に引きずり込んでいた。

### 元生徒
丸藤 亮（まるふじ りょう）

前田 隼人（まえだ はやと）
声：蓮岳大
ペガサス・J・クロフォード率いるインダストリアル・イリュージョン（I2）社のカードデザイナー。
使用デッキは【オーストラリア】。
デュエル・アカデミア時代は、オシリス・レッド所属で、1年間の留年を経験している。見た目がカード「デス・コアラ」に似ていて、彼もそのカードを使用。語尾に「なんだな」と付け、のんびりした口調で喋る。アイドルカード「治療の神 ディアン・ケト」をデッキに入れているのは自分の母に似ているという 理由らしい。
1期では十代・翔と同部屋だった。落ちこぼれの受け皿寮オシリス・レッドに入れられた上、留年生ということから落第のレッテルを貼られ、引っ込み思案となり自堕落に過ごしていたが、十代らに触れ合うことでやる気を取り戻す。その後ペガサスに誘われI2社に渡っていった。85話でI2社の社員として登場。デュエル・アカデミアを訪れ、自らがデザインしたカード「摩天楼2（スカイスクレイパーツー）−ヒーローシティ」を十代に渡した。
主要キャラクターでありながら、劇中で1度も勝利したことのないまま学園を去っていったが、クロノスとの進級をかけたデュエルでは留年してから1年の間に得た全ての経験を活かし「マスター・オブ・OZ」を召喚し、クロノスにも「素晴らしい」と評価された。実際にクロノスを野生解放とキャトルミューティレーションとのコンボでもう一歩の所まで追い込んでいる。
英語版での名前はChumley Huffington。
斎王 琢磨（さいおう たくま）
声：子安武人、幼少期：遊佐麻友美
占い師にしてエドのマネージャー。
使用デッキは大アルカナをモチーフにしたカード【アルカナフォース】。常識外れの運命力で不安定なカード効果を固定、制御する（彼のカードのほとんどは、表示されたカードが回転し、その向きが正位置か逆位置かで効果の変わるカードであり、ほぼ100%に近い確率で彼に有利な効果の向きとなる）。
人並み外れた予知能力を持ち、それ故に妹と共に迫害された過去を持つ。絶望的な運命から逃れるために身寄りのなくなったエドと出会い、自らの破滅の運命から逃れるためにエドを利用した。しかし、長年の付き合いで友情は本当のものへと変わっていく。
普段からタロット占いを行っており、作中では十代を『愚者』、エドを『法皇』、万丈目を『つるされた男』、剣山を『力』のカードに当てており、その中でも自らの破滅の運命を象徴する『悪魔』のカードにあたる「アルカナフォースXV_THE DEVIL」を特別視しており、デュエル中にエドはこのカードを通して破滅の光の存在に気付いている。
占いの客から譲り受けた謎のカードの影響 で破滅の光に洗脳されてしまう。破滅の光は彼の体を操り、「光の結社」なる組織を興し教祖としてデュエル・アカデミアに乗り込んだ。生徒としてはオベリスク・ブルーに所属。光の結社の生徒はほぼ全員白い制服を着ていたが、彼はオベリスク・ブルーの制服だった。人の心に巧みに付け入り、「運命」という言葉で翻弄し、多くの人物を洗脳させていった。ジェネックスでは、その裏でレーザー衛星「ソーラ」を使った世界の破滅を目的に活動。「Bloo-D」を入手したエドをも「LIGHT RULER」で破るが、続く十代とのデュエルではその効果を利用されて「リバースオブネオス」で強化されたネオスに「LIGHT RULER」を破壊されて敗北。光の意思が消滅したことで元に戻り、運命を見通す力も消滅した。
3期は病院で療養中。4期でダークネスが活動を開始した時には療養中に何らかの予兆を察知し、影丸とともに十代と対面する。だが、美寿知をミスターTに人質に取られ、断腸の思いでミスターTの命令に従いつつ十代のデッキに「THE FOOL」を忍ばせてかつての運命力を回復させて十代を行動不能に追い込むが、「ミラクル・フリッパー」に「THE FOOL」を破壊されてロックを解除され、またもや「リバースオブネオス」の発動を許す。そのまま敗北してしまったために、妹と共にダークネスの世界へ消え去った。その後、その十代の声によって元の世界に戻ってきた。卒業式の後のパーティにも妹と共に参加している。
斎王と破滅の光の一人称は共に「私」だが、破滅の光は稀に「我」とも言う。
英語版での名前はSartorius。
加納 マルタン（かのう マルタン）
声：吉田麻子
デュエル・アカデミア時代はラー・イエローに所属していた内気な少年。レイから名付けられたあだ名は「マルっち」。実はナポレオンの息子（ナポレオンと姓が違うのは、父母が離婚し、母方に引き取られたため）。
異世界に飛ばされた際、ユベルに心の闇を付け込まれ暗黒皇帝と化すが、レイの「マルっちを返して」という訴えにより身体を解放された。事件を契機に父と和解し、親子水入らずの生活を送るためデュエル・アカデミアを離れた。
英語版での名前はMarcel。

### 教師
クロノス・デ・メディチ
声：清水宏
オベリスク・ブルー男子寮長であり、実技担当最高責任者。
使用デッキは暗黒の中世デッキを称する【古代の機械（アンティーク・ギア）】。
「 - ナノーネ」「 - デスーノ」が口癖。これら口癖は当初は声優の清水宏がアドリブで入れた物であったが、途中から台本に最初から書かれることになった。その他の語尾の数々もほぼ全てアドリブである。
メディチ家の血を引くイタリア人。初めはブルー寮を中心としたエリート育成に情熱を注ぐ反面、レッド寮を「ドロップアウト寮」と決め付けるなど差別主義が強かった。特に入学試験の実技を担当した十代に敗北したことを根に持ち、「ドロップアウト・ボーイ」と呼びつけたり、彼を退学に陥れるために卑劣な工作を続けていたが、カミューラとの戦いでクロノスの実力を最後まで信頼し続けていた十代の姿を見て初めてその存在を認めるようになった。
セブンスターズ編の対カミューラ戦では、闇のデュエルで自らが敗北する（魂を抜き取られる）直前にもかかわらず、「闇は決して光を凌駕することはできない。決して闇に屈しないでほしい」という言葉を残し生徒と約束を交わして散った。これ以降生徒と共に成長していき、最終的には「生徒を導くことで教師もまた成長する」という教育方針に辿り着いた。
I2社への就職を賭けた隼人とのデュエルでは「一切手加減はしない」と嫌味を言いつつも、最終的には彼の成長ぶりに感動し、自分に甘えなかった行動の結果としてデュエルに勝利するも、隼人を快く送り出していった。
ナポレオンと結託し、レッド寮を廃止しエリート教育を進めることを考えたものの、生徒達を裏切ることは出来ず最後の最後でナポレオンに反発、デュエルで決着をつけレッド寮を存続させた。
3期では十代らと共に砂の異世界に飛ばされた後、テニスコートへ向かうヨハン達にゾンビ化した生徒を近づけまいと盾になり守り通したものの、結果彼もゾンビとなってしまう。
一度現実世界へ帰還するが、第2の異世界へ自ら行こうとするエコーを止めようとして共に飛ばされる。しばらくはエコーと共に行動していたが、覇王が倒れた後亮とエドに助けられ十代達と再会。ヨハンの救出を見届け、十代とユベルが和解したことで再び現実世界に戻った。
4期ではナポレオンが帰国したため、教頭へ昇格している。また、十代達と別れたくないが故に授業をボイコットしたりして迷惑な行動を起こしたり、卒業式では卒業デュエルの結果発表をしたら卒業式を始めるということで大泣きして駄々を捏ねたりしており、他の教師達の手で退場させられた。
上記のように、嫌味な面も含めて俗で人間臭い人物であるが、同時に普通の生徒の悩みや刹那的な亮の生き方にも理解や共感し、自分の経験を踏まえた上で意見を述べられる人物であり、これは理想主義が高じてジェネックスで消極的な生徒たちや変貌した亮を受け入れられない鮫島、私事を優先してしまう十代にはない「大人」の代表とも言える。
実技担当だけあってデュエル技能は高く、劇中ではカミューラ戦以降のデュエルで勝ち星を挙げ続け、伝説のデュエリスト・ペガサス相手にも善戦していた。ファラオを見てパニックに陥るなど、猫が苦手である。頭（髪）が弱点のようで、鶏に攻撃されたときに「やめテーノ 頭 ほんと頭だけは〜」と必死に頭を守っていた。
台詞の他、ソリットビジョンであるはずのトイソルジャーの攻撃が股間に直撃して悶絶する、容姿と「大人だから」という理由で1人だけバイト代を貰えなかったのに要求したら怒られる、「依頼料は給料3か月分」と宣告される、クビになったと勘違いした際「住宅ローンが26年残っている」と嘆くなど、何かとシュールな描写が多い。
英語版での名前はVellian Crowler。
ナポレオン
声：龍田直樹
2期から登場したデュエル・アカデミア教頭。
使用デッキは【軍隊】。
「 - デアール」が口癖。最低ランクであるオシリス・レッドを潰して、エリート教育を促進しようと、度々クロノスと対立を繰り広げる。その後レッド寮の存廃を賭けたクロノスとのデュエルに敗れはしたが、それでも自分の方針を変えようとはしなかった。2期では斎王と一部意向が重なることから彼に間接的に協力する姿勢を見せていたが、ジェネックス開催中の対ペガサス戦でクロノスとタッグを組んでからは、彼と一緒に行動することが多くなっている。デュエルの腕前は自分ではあまり高くないといっているが、プロデュエリスト相手にメダルを大量に奪っていた。
かつては妻がいたが離婚しており、加納マルタンはその時に生き別れた実子である。ジョセフィーヌという女性と関係があるらしいが、素性・詳細な関係は不明。
異世界から帰還した後は、マルタンとともに二人で暮らすために母国フランスへ帰国した。
『タッグフォース2』では「ナポレオン教頭」の名義で登場していたが、第4期で学園を離れてクロノスが教頭を兼任することになったため、『3』にも登場しているものの「教頭」の肩書きが外れている。
英語版での名前はJean Luis Bonaparte。
鮫島（さめじま）
声：岩崎征実
デュエル・アカデミア校長。サイバー流道場師範代。道場での通称はマスター鮫島。
使用デッキは【サイバー】。
かつてはその権力を使って隠滅工作を行ったりと、怪しい言動が多々あったが、それは理事長である影丸を恐れてのことで、本来は温厚で気のいい人物である。亮が昔所属していた「サイバー流道場」の師範でもあり、デュエリストとしての腕前もクロノスにも劣らずトップクラスである（しかしクロノス曰く「いつも肝心な時にいない」らしい）。隼人の自主退学の際に思い切り泣いていたあたり、涙もろいようである。ただし、ジェネックスで消極的な生存手段に至る普通の生徒を嘆いたり、勝利に拘るよう変貌した亮への理解する努力を放棄するなど、教育者としては理想主義が高じて意に沿わない生徒や負の個性には冷淡な面がある。
長期間デュエル・アカデミアを離れた後に校長として復帰。生徒達の向上心を高めるべく、世界中のデュエリストを対決させる「ジェネックス」を開催したが、光の結社の介入のせいもあって本来意図した成果は芳しくなかった。そのために次なる活性化策として、他校より特待生や特別教師コブラを招いたが、彼が発案した「デス・デュエル」のために多数の犠牲者を生んでしまうだけの結果となった。
また、セブンスターズ事件は彼が十代らに解決を頼んだものであり、世界を破滅に導くレーザー衛星の鍵を持つオージーン王子をジェネックスに招待したのも彼で、万丈目達が十代の後を追って異世界に赴いたのも彼がユベルの話を彼らにしたためであり、全ての事件の影には彼がいた。
トメさんに惚れており、ペアデュエル大会ではルールを知らない彼女の大きなミスプレイによって十代・明日香ペアに惨敗を喫してしまうものの、「こんな戦術もあるものだ」とお互いに喜びを噛みしめていた。
英語版での名前はSheppard。
大徳寺（だいとくじ）
声：山口勝平
錬金術担当。かつてはオシリス・レッド寮長を務めていた。
使用デッキは【錬金術】。
いつも飄々としており、語尾に「〜にゃ」と付けて喋る。いつでも愛猫ファラオを連れている。正体はセブンスターズの1人・アムナエル。影丸の元で不老不死、またそれを生み出す賢者の石を求める研究の末に、運命に導かれるかの如くデュエルモンスターズに巡り合う。デュエル・アカデミアの教師となってからは、影丸の野望を阻止し三幻魔を打ち倒す後継者の育成に専念するようになる。その肉体は不治の病で過去に失われており、練成した人造人間（ホムンクルス）を代用していた。普段は細目だが、十代とのデュエルではやや目つきの悪い赤い瞳を開いていた。
セブンスターズ編でその本性を現し、明日香達を人質に十代と「教師としての最終試験」という名目で激戦を繰り広げる（この時十代の事を呼び捨てにし語尾に「〜にゃ」を付けなくなる）。錬金術をモチーフとしたデッキと、切り札の「ヘリオス・トリス・メギストス」で十代を戦意喪失寸前まで追い詰める。だが大徳寺は「所詮お前は一年前と同じか？」と問いかけ、十代が「今の自分にはこの一年で作り出した仲間との絆があり、これから仲間達と未来を創っていく」という答えを導き出せて再び十代の戦意を復活させる。その後「E・HERO エリクシーラー」の効果により敗北し死亡するが、錬金の観念を持つ「融合」をメイン戦術としたE・HEROデッキを使いこなす十代に後継者の可能性を見出し、死の間際に自分の真の目的と錬金術の真実を伝え、そして錬金の秘伝書「エメラルド・タブレット」を託す。しかし魂が成仏寸前でファラオに飲み込まれてしまい、以後はファラオの腹の中で過ごしている。
魂だけとなってからは十代達に協力的になり、時折出現しては彼らに助言を行うようになっている。だがほとんどの場合、彼の魂はすぐにまたファラオに飲み込まれてしまっている。
十代とダークネスの最終決戦ではただ1人の目撃者となり、また、十代が卒業した後は、彼の旅に同行するなど4期において十代の相方として存在感を示している。
英語版での名前はLyman Banner。
鮎川 恵美（あゆかわ えみ）
声：根谷美智子
オベリスク・ブルー女子寮寮長。保健・体育科担当。
使用デッキは回復効果をダメージに変換させる【シモッチバーン】。デュエルの過程を「薬」や「予防接種」などに例える。
困ったことに教師でありながら吹雪のファンクラブの一員である。デュエルの知識はある程度持っており、コブラの発案したデス・デュエルの危険性に激しく抗論している。3期以降から一気に出番が増えたが、ゾンビと化した生徒によって、ゾンビの親玉となってしまう。オベリスク・ブルーのゾンビ生徒に勝利したり、対決した十代を「堕天使ナース－レフィキュル」や「燃える藻」で圧倒するなど、デュエルの実力は高い。しかしその後は校舎を徘徊している以外の描写がなく、ゾンビとなった万丈目、翔、クロノスが十代らを足止めしている時にも登場していない。
英語版での名前はFonda Fontaine。
樺山（かばやま）
声：長島雄一（現：チョー）
ラー・イエロー寮長を務める中年男性の教授。
使用デッキは【カレー】。
寮長であるのにもかかわらず影が薄く、生徒にすら存在を忘れられてしまっている。一人称は「あたし」「私」。普段は温厚な性格だが、覆面（紙袋）をすると性格が豹変し「カレー仮面」と名乗るようになる。カレー仮面の時は一人称が変わり「オレ」もしくは「オレ様」になり語尾に「ルー」と付けて喋る。
性格は非常に寂しがり屋で、極めて影が薄いことを気に病んでカレー仮面となる。しかし正体を晒した時も彼の存在そのものが知られていなかったせいで、翔や剣山達は全く驚かず、トメさんやナポレオンでさえ覚えてくれていなかった。カレー作りの腕前は見事なようで、剣山との対決後は皆に手製のカレーを振る舞い、好評を得た。
179話で十代が見た「デュエルスポーツ」の上部に「カレーの樺山 童実野店」という広告がある。
アニメより先にゲームボーイアドバンス版『めざせデュエルキング!』に登場している。
『タッグフォース1』では頻繁に名前を間違えて呼ばれる。「ケバ山先生」「コバ山先生」などはまだしも、十代が言った「バカ山先生」だけは許せないらしい。
英語版での名前はSartyr。
佐藤 浩二（さとう こうじ）
声：宮本充
「スカブ・スカーナイト」を主軸としたデッキを使うデュエル・アカデミア講師。生真面目な性格で口調も丁寧だが、融通が効かない。元プロデュエリストで、家族への仕送りのためにランクの低い相手と戦い続けていたが、タイトル戦で体調を崩して倒れてしまう（この回想シーンでは対戦相手としてDDの姿があった）引退後はアカデミアの講師となるが、十代を中心とした生徒たちの勉強への怠慢と、学園中のデュエルに対する怠惰な姿勢に失望して、自ら教職を辞職。孤立していく中、自分を認めている「スカーナイト」だけが唯一信じられるものになっていた。
十代の影響力のせいで自身の授業が崩壊してしまったため（当の十代は悪気はない）と、ただ楽しむためにデュエルを行なう姿勢から十代に激しい憎悪を抱く。それを十代を苦しめようと暗躍するユベルに知らぬ間に利用される事になり、コブラに唆されデュエルを行う。戦いの中で力の持つ者の責任を説き、十代に敗れた後、衰弱しきった体で「いつか君にも心の闇がわかる」という言葉を残し、奈落の底に堕ちていった（これは、覇王と化した十代を暗示するようなものとなっている）。
十代が他の生徒たちに影響をもたらしたのは確かだが、彼自身は居眠りしていた普通の生徒には注意しても十代に対してその場では注意を行っておらず、明日香からも「佐藤先生の授業は古くてつまらない」と評されている。最終的には明日香や三沢を含め十代の影響を受けても真面目だった生徒も彼の講義に出席しなくなるなど、佐藤自身の授業に問題がない訳ではなかった。またコブラの罠で明日香が溺れそうになった際も驚き心配する様子を見せたが上記の授業をつまらない発言の映像を見た後では見捨てるなど教師の人格としては問題があった。皮肉にも心の闇を受け入れ異世界から帰還した4期でも彼の指摘した十代の勉学の不真面目さは改善されることはなかった。
英語版での名前はMr.Stein。

### その他
トメさん
声：長浜満里子
デュエル・アカデミア購買部所属。いつも十代達に優しく接している。主に総菜パン「ドローパン」をワゴンに山積みにして売っているが、うち1つには黄金の目玉焼きが入っていることから、カードのドロー（引き）勘を磨きたい学生の間で大人気である。学園祭では中年であるにもかかわらず彼女の十八番である「ブラック・マジシャン・ガール」のコスプレをした。裏側守備表示で出すことで効果を有用に使える「マシュマロン」を攻撃表示で出すなどデュエルに関しては全くの素人のようである。
デュエル・アカデミアが異世界に飛ばされた際は大人達の中ではいち早く状況に対応して、水と食糧の確保と配給を担当する。
英語版での名前はMs.Dorothy。
セイコ
声：釘宮由稀
デュエル・アカデミア購買部所属。トメさんと共に購買部で働く若い女性。アニメ本編での出番はほとんどなく、登場してもセリフは少ないが、この作品を題材としたゲームシリーズではなぜか出番が多い上にデュエルの腕はトップクラスの強さを誇る。
ファラオ
声：石橋美佳
大徳寺先生に飼われていた愛猫。かなり太っている。大徳寺亡き後、なぜかレッド寮寮長に就任。レッド寮を住みかとしてデュエル・アカデミア内を徘徊する。大徳寺が死亡した際、彼の魂を飲み込んでしまったため現在は一心同体状態になっている。
デュエルディスク
声：スラージ・ガジリア
海馬コーポレーションが開発した、立体映像（ソリッドビジョン）でデュエルを演出する盤上の機械。デュエル・アカデミアの一般生徒が持つものは、たまに音声を発してプレイヤーをサポートする。さまざまな形状のものが存在しており、大徳寺など闇の力に携わる人間は自分専用のディスクを所持していることが多い。教師勢でもクロノスとナポレオンは形状の異なるデュエルコートを所持している。留学生でもジム、アモン、オブライエンの3人は各校の物と思われるディスクを使用しているが、ヨハンだけは本校と同じタイプを使用していた。オブライエンのデュエルディスクは銃の形をしておりカードを撃って出すことができる。だがアカデミア関係者以外のデュエリストでもほぼ全員この形状のデュエルディスクを使用している。その後4期になって「オシリス・レッド」「ラー・イエロー」「オベリスク・ブルー」ごとにデザインは同じだが色が違うデュエルディスクが新調された。4期ではオシリス・レッドは十代のみのため、赤色のディスクは十代専用状態になっている。なお、一般生徒が持つデュエルディスクは「アカデミーデュエルディスク」として実際に商品化されたが、自動では動かず墓地にはカードが20枚程度しか入らなく、さらに「融合デッキ」と「除外」のゾーンがないため実際のデュエルで使用するのは難しい。

### 姉妹校
市ノ瀬（いちのせ）
声：泉尚摯（現：いずみ尚）
ノース校校長。デュエル・アカデミア本校を追放され、遭難した万丈目を潜水艦で救出した。その際、万丈目曰く「コンブお化け」の姿に扮して、彼に精霊を宿すカード「おジャマ・イエロー」を与えた。その後ノース校の前にたどり着いた万丈目の前に、デッキのカード不足でノース校に入れない脱落者として登場。彼にデッキのカード40枚を集めさせた。これらは全て万丈目がノース校のキングとなると確信し、その上で彼を本校との対抗試合で代表にしようとする布石であった。本校の鮫島校長とは、恒例の賞品であるトメさんのキスをめぐってライバル関係にあり、何としても万丈目を勝たせるために、歴代キングのみ使用を許されている「アームド・ドラゴン」のカードを彼に渡した。対抗試合終了後にノース校へ帰る際、本校に復学した万丈目から「アームド・ドラゴン」を返してもらうのを忘れてしまっていた。
英語版での名前はFoster。
江戸川 遊離（えどがわ ゆうり）
声：永野善一
ノース校の生徒会長でキングとして君臨していたが、ノース校に乗り込んできた万丈目に敗北し、その舎弟となった。万丈目の本校復学に伴い、彼の指名によりキングの座に返り咲いた。「デビルゾア」と「メタル・デビルゾア」を使用する。
英語版での名前はCzar。
雑魚田（ざこた）
声：岩間健児
ノース校生徒。雑魚島（ざこじま）（声：山岸弘一）と共に50人抜きを目指す万丈目の最初の相手となったが、瞬殺された。
ノース校四天王（ノースこうしてんのう）
ノース校キングの下に控える赤井（あかい）（声：中村太亮）、青島（あおしま）（声：知野桂樹）、黄田（きだ）（声：下崎紘史）、緑川（みどりかわ）（声：平野貴裕）の4名の実力者。50人抜き中の万丈目に対して四対一のデュエルを挑む。「連合軍」を利用して多数の「切り込み隊長」による一斉攻撃を仕掛けるが、万丈目のカウンター攻撃によって呆気なく敗北。その舎弟となった。
橘 一角（たちばな いっかく）
声：中多和宏
ノース校生徒。
使用デッキは【ワンターンキル】。
デッキは夢を乗せて作った（コンセプトは「勝つ確率は低くなるが、このコンボが成功したら相手は驚くだろう」）のだが、肝心なところで一度もドローに恵まれず連敗と苦悩を抱えていた。そんな中死神が宿ったカードと契約を交わし、ジェネックス優勝後に魂を差し出す代価としてドローの力を得た。「一撃必殺居合いドロー！」を使い、十代を追い詰めるが、十代にデッキを信じる心が足りないと言われたことで目が覚め、自分もデッキを信じようと死神のカードとドローに必要な髑髏の右手を捨てる。十代に勝つことはできなかったが、デッキが彼の思いに応え、死神の力なしでワンターンキルコンボを発動させることができた。
ドローの際は機動武闘伝Gガンダムの主人公、ドモン・カッシュの必殺技であるゴッドフィンガーを模した台詞を吐く。
英語版での名前はLucien Grimley。

### アカデミアチャンピオン
ヨハン・アンデルセン

オースチン・オブライエン
声：川本成、幼少期：知桐京子
ウエスト校3年生。
使用デッキは魔法、罠、効果を攻撃の主軸とする【ヴォルカニック・バーン】。
元傭兵。コブラから命を受けて十代とデュエルを行う。十代との対戦の後、ウエスト校のデスデュエルに無かった疲労感に疑問を持ち、独自の方法でコブラのことを探る。その後、コブラの元へ向かう十代達と協力する。サバイバル知識に長けているため、第一の異世界ではリーダーシップを発揮していた。その後、アカデミア内で警備部隊（ブルーベレー）を結成し、発電施設でツバインシュタイン博士の通信を確認した。
現実世界に戻った後、十代の戦友として異世界に向かうが、自分とジムとの約束を無視した十代に見切りをつけて一度離れる。ジムと共に行方をくらました十代を探していたところで覇王と対面し、覇王が十代であることに驚愕する。ジムの消滅後、間近で見た覇王のプレッシャーの前に逃げ出してしまい、覇王の影に怯えながら異世界を放浪する。しかし、ジムから託された形見の「オリハルコンの眼」と道中で会った海神の巫女をはじめとする自分の力を必要としている人々から与えられた勇気で立ち直る。その後、覇王とのデュエルで「オリハルコンの眼」の力を使い十代を心の闇から救い出す。だが、自らのライフポイントも尽き消滅した。
ユベルの事件が解決した後、他の留学生同様に元のウエスト校へと帰っていった。
4期は藤原の存在について十代の依頼で調査していた。その後ペガサスからのミッションでアカデミア本校を再び訪れ、オネストに襲われた吹雪を救助し、十代達と合流する。その後、無人となっていた童実野町で調査をしている途中でミスターTと遭遇し、デュエルを行う。父の姿を借りたミスターTの言葉に翻弄されながらも冷静に対処しようとするが、自らの母と類似しているヴェルカニッククイーンから冷静さを次第に欠くようになる。最後は両親の命を秤にかけてしまったという闇を植えつけられ、紙一重で破れた。ダークネスの事件が解決した後、他の生徒同様に現実世界に戻ってきた。
英語版での名前はAxel Brodie。
ジム・クロコダイル・クック
声：岩橋直哉
サウス校チャンピオンの3年生。
使用デッキは融合素材を相手の墓地から選択するという【化石（フォッシル）融合】。
常にワニのカレンを背中に背負っている。幼少時にカレンを救うために怪我を負ったため右目を包帯で覆っている。右目にはオリハルコンの眼がはめられており、かけがえのない友を救うためにその力を発揮する。地質学と考古学の専門家でティラノサウルスの化石を発掘した経験もある。日本語と英語を組み合わせた独特の口調を使い、剣山を「ダイノボーイ」、明日香を「トゥモローガール」と呼んだり、剣山に「待ってろhere」などと言う。
首に巻いたバンダナはカレンが暴れた時の目隠しにも使用される。デュエル・アカデミアで突如発生した電磁波の調査中に暴走した剣山とデュエルして勝利するがデスベルトに剣山と共にエナジーを吸収される。しかしその代償としてデスベルトの正体を知り、保健室で剣山と共に療養していた。その後、十代達と共にSALの研究施設へ乗りこみ、カレンと共にコブラの罠に落ちた明日香を救出した。
デュエル・アカデミアが異世界に飛ばされた後、ゾンビ生徒の襲撃対策としての扉を塞ぐバリケード作りを担当。地質学と考古学の専門家であるため、異世界でも変わった環境を調査し、生徒達をサポートした。その後、ヨハンを助けに行くため、再びカレンを連れて異世界へ向かいオブライエンとともに行動する。その後はオブライエンとともに翔を救助するが、約束を破り独断でブロンに挑んだ挙句明日香達を失った十代を、ただ一人最後まで側で支えようとした。しかし、目を離した隙に失踪した十代をオブライエンと共に捜索していた。覇王の脅威から逃れて暮らしていたバーガンディの村が襲われた怒りから覇王にデュエルを挑むが、覇王の正体が十代と知り、オリハルコンの眼が十代の心を見せてくれたことで自分の親友として十代を救い出そうとする。
だが、ライフを削られながらもの必死の説得は最後まで十代に届かず、覇王の超融合で召喚された「E-HERO ダーク・ガイア」によって死敗北。オブライエンに十代の心の闇の深さを告げ、「オリハルコンの眼」を遺し消滅した。
しかし、自分の遺志を継ぎ絶望から復活したオブライエンの覇王とのデュエルの際、最後の最後で起死回生の一手を引く手助けをしたり、十代を心の闇から救い出すなど、敗れてもなお重要な役回りを果たした。
ユベルの事件が解決した後、他の留学生同様に元のサウス校へと帰っていった。
アモン・ガラム
声：峯暢也、幼少期：寺井沙織
2005年度イースト校チャンピオンの3年生。
使用デッキは序盤は行動妨害を戦略の柱とする【雲魔物（クラウディアン）】。エクゾディア入手後は、エクゾディア発動を容易にする為、サーチ・サルベージなどの手札補充を重視とした【特殊勝利】。
どんな相手にも冷静に対応できる柔軟な思考力を持ち、デュエルは哲学的なゲームだと思っている。その正体は世界でも五本の指に入る石油・重化学工業・IT部門で莫大な利益を上げている企業を束ねるガラム財閥当主のゴア・ガラムの養子。幼い頃に両親から捨てられ、雲を見つめながら死を待っていたところを拾われた。しかし後に、ガラム夫婦の間に実子シド（声：ふくざわるみね）が生まれたため、ガラム家の跡取としての価値を失う。投げやりになり、シドを一度は殺そうとしたものの、その後はシドとガラム財閥のために一身を捧げる覚悟をする。その決意は幼馴染であり遊び相手であるエコーに宛がわれ、ユベルに「強靱な鉄の意志」「アモンにとっての神」と言わせるほどに強固な物である。現在はシドのことを誰よりも大切にしており、シドが難病から回復した際には嬉しさのあまり泣き崩れていた。
プロフェッサー・コブラの陰謀に誰よりも早く気付き、彼について色々と調べていた。温厚に見えるが、コブラを罠にはめるために多くの生徒を利用したり、十代達を囮に使うなど冷酷な面を持っている。潜水艦で指令を送るエコーに従い、コブラが持つカードを手に入れようとしていた。本人曰く、体力や腕力には自信があり、軍人のコブラとは互角の肉弾戦を行なっている。
アカデミアが異世界へ飛ばされた際には十代達と協力する傍らでユベルと接触するなど中立的な立場で行動しており、アカデミアが元の世界へ戻る際に異世界へ残った。その後、ユベルの手下となり、異世界の王となるために必要な力「エクゾディア」を手にする為自分が最も愛する女性であるエコーを生け贄に捧げる。エクゾディアを手にした後は、ユベルの首をエコーに捧げようとする。
エコーやエドを犠牲にしてまで異世界の王となろうとしていたのは、誰もが平等に苦しみや憎しみなく暮らせる世界を作る為で、その願いは完全に純粋なものである。ユベル城でユベルと対峙した際、ユベルでさえアモンの心から闇を見つけ出すことができなかった。ユベルとのデュエルでは後一歩のところまで追い込むが、自身に取り付いていたエコーの心の闇を糧とし、自らフィールドに現れたユベルに敗北し消滅。現実世界には最後まで帰還することがなかった。
なおPSP版『タッグフォース3』では異世界から帰還しており、エンディングにおいていまだ異世界に取り残されているエコーを救うためアムナエルと共に再び異世界に赴いた。
一人称は「僕」だが、モノローグでは「俺」を使用している（110話のみモノローグで「ボク」を使っている）。
英語版での名前はAdrian Gecko。

## セブンスターズ
タイタン
声：若本規夫
クロノスに雇われ十代とデュエルした。
使用デッキは【デーモン】。
「闇のデュエリスト」を名乗り、偽の千年パズルを使って「闇のゲーム」と称したイカサマをしていたが、十代とのデュエルでは偽の千年パズルを破壊され闇に取り込まれた挙句、理性を失って2度もプレイングミス を犯し、「エッジマン」に自身の主力モンスターである「迅雷の魔王スカル・デーモン」を破壊されて敗北。その後、セブンスターズの刺客となり真の闇のデュエリストとして復活を果たすが、明日香とのデュエルに敗北しまたも闇に飲まれた。
影丸の敗北後の動向は不明。
カミューラ
声：入絵加奈子
セブンスターズの一人にしてヴァンパイアの貴婦人。吸血鬼一族の末裔にしてただ一人の生き残り。一族を再興させるために闇のデュエリストとなった。
使用デッキは【ヴァンパイア】。
外見は腰よりも長く伸ばされた緑色の髪と妖艶な美貌を持ち、赤色の優雅なドレスを身に纏った絶世の美女と呼べる美しい女性だが、高笑いすると口が裂け吸血鬼らしい不気味な笑顔を見せる。十代達のデッキをコウモリを使って盗み見たり、亮との闘いでは「幻魔の扉」に飲みこまれるコストを翔の魂で代用するなど、卑怯な手段を取っていたが、人間に虐殺されたヴァンパイア一族の復活の為には手段を選ばずにはいられなかったという致し方のない理由もあった。トリュフやステーキ、高級野菜等の食材を使用したドローパンが好物。
中世ヨーロッパ時代において「多種族の存在を認めない人間の差別意識」が原因で人間に虐殺されたヴァンパイア一族ただ一人の生存者であり、自分たちヴァンパイア一族を化け物と蔑み差別した人間を憎んでいる。カミューラの過去の回想の中で人間に追われる中、吸血鬼狩りを行う人間から共に逃げていた彼女の家族と思わしき銀髪の少年を目の前で殺されており、悲しみの涙を流していた。
物語本編の時代まで洞窟の中に隠された棺桶の中で長い眠りについていたところを影丸によって目覚めさせられ、三幻魔の力を使いヴァンパイア一族を再興させるためにセブンスターズへ加入。加入後、影丸より魔法カード「幻魔の扉」と「幻魔の扉」の発動後に必要な生贄──魂を、扉の発動者以外の別の人間と取り替えることのできる効果を持つ闇のアイテムであるチョーカーを貸与された。人質を取ったりと非情なデュエルを行うカミューラだが、人間に虐殺された一族の復活という悲壮なまでの覚悟を持ち、一族を復活させる為にも負けることは許されないが故の手段であり、事情が事情なだけに仕方のない部分も多々見られる。過去の事とはいえ人間の行った異種族への偏見と差別がヴァンパイア一族虐殺の悲劇を引き起こしているため、カミューラ自身もまた人間から迫害され種族差別・弾圧を受けた被害者の一人であった。家族や一族を殺され、自らは孤独となり長い眠りの果てに再び影丸という人間の野望に利用されてしまった為、影丸の野心と野望の被害者でもあり、彼女の過去の回想から彼女自身は仲間や家族思いの女性であると見られ、本来のカミューラの性格は悪ではない模様。「幻魔の扉」という特殊なカードを使い亮とクロノスの魂をドールに封じ込めるが最終的に十代に敗北。その代償として「幻魔の扉」に魂を奪われ扉に飲み込まれて以降の安否は不明ながら、影丸が倒されたときに彼女と同様に幻魔に取り込まれていたデュエルの精霊がすべて解放されていることから、同じく幻魔に取りこまれていたカミューラの肉体と魂もまた共に解放されたことは確実であり生存はしている様子だが、カミューラ自身はその後未登場であったために第二期以後の動向についても不明となっている。
PSP版『タッグフォース3』では声優が同じであるヨハンと出会い共演している。カミューラをパートナーにしてエンディングを迎えると、その後も主人公についていくという話になり、あらためてヴァンパイア一族の復活を目指す意志を固めていた。
タニヤ
声：小宮和枝
セブンスターズの一人だが、闇のデュエルは行わず「デュエルに諦めは許されない、そして情けも許されない」という考え方をしている。また、婿探しもしている。
使用デッキは知恵のデッキと勇気のデッキの二つの【アマゾネス】。
自分のデュエルに相応しいステージを用意するため、アカデミアの生徒を多数徴発しスタジアムを造らせた。堅物の三沢をときめかせ、デュエルで敗北させる。その後、十代と正々堂々としたデュエルを繰り広げた末に敗北。「いいデュエルをありがとう」と言い残し、本来の白い虎の姿で帰っていった。
3期では、異世界に飛ばされた十代や三沢と再会。等鳥獣族の支配から解放された後は三沢と行動を共にしている。覇王が消滅した後、自分達のいた次元を仲間達に任せて十代に合流。弱気になっている十代に活を入れ、亮の最後のデュエルを見届けた。
アビドス3世
声：宮野真守
セブンスターズの一人。
使用デッキは「スピリッツ・オブ・ファラオ」を主力とした【古代エジプト】。
古代エジプトで無敗を誇った「デュエルの王」と呼ばれた少年王。亡霊として現代に復活し十代とデュエルを行った。実は、無敗だったとはいっても家臣達は王を倒すわけにはいかないため手を抜いていたという誤解された無敗伝説だった。全力を尽くしてくれた対戦に満足し、敗北後十代に「100年先で待っている」と言い遺し昇天した。
首領・ザルーグ（どん・ザルーグ）
声：楠大典
セブンスターズの一人。黒蠍盗掘団の首領。
使用デッキは【黒蠍】。
部下を持ち、盗みのテクは七精門の鍵を盗んでのけるなど腕は良い。彼によると「誰も痛めず、傷つけず、貧しき者からは何も盗まず」という「盗みの掟三箇条」なるものがあり、黒蠍盗掘団はそれを忠実に守っているという。
数年前から手下をデュエル・アカデミアに潜入させたものの、鍵の盗み方が極めて雑で、現場に証拠となる痕跡を大量に残し、七精門の開け方も理解していなかったなど間が抜けた行動が多かった。どんなことを突っ込まれてもメンバー一同でポーズを取りつつ「それが、黒蠍盗掘団！」と返事をするのがお約束。最初は「マグレ警部」という警察を装っていた。
必殺技は「ダブル・リボルバー」。自分自身のカードを使用する際には「ここはせっかくなのでバトルの場には我々自身が参上しよう」と、自らフィールドに出て闘った。カードの効果で破壊されることになった部下を罠カードで手札に戻すなど部下思いである。
万丈目とデュエルを行うも敗北し、彼のカードとなった。
ダークネス
天上院吹雪を参照。
アムナエル
大徳寺を参照。
影丸（かげまる）
声：麦人、若い時：神奈延年
セブンスターズの首魁で、デュエル・アカデミア理事長。100歳を超える高齢で、通常は生命維持装置のようなタンクの中に呼吸器を付けて浮かんでいる。
使用デッキは【三幻魔】。
学園に封印されていた三幻魔のカードの封印を解き、幻魔の能力で世界中のデュエルモンスターズの精霊を吸収、自らの不老不死化に利用しようと企んだ。さらに、三幻魔復活には若いデュエリストの気力が集中する場が必要だったためにデュエル・アカデミアを設立した旨を暴露している。三幻魔を召喚して若返った際に、それまでに自分が使用していたタンクを豪快に放り投げるという見事な怪力振りを披露している。三幻魔を次々と召喚して十代と激しい戦いを繰り広げたが、大徳寺が遺したカードの力を得た十代が起死回生の策で辛くも勝利を収める。敗北後、十代に抱きつかれたことがきっかけでぎっくり腰となった。
様々な闇の力を操れるらしく闇に飲まれていたタイタンを救い出したり、手駒としたセブンスターズに「幻魔の扉」や「闇のアイテム」を貸与していた。
4期では、斎王と共に十代の元を訪れ、自分達の犯した行動が事件の引き金となっていることを告げている。卒業式の後のパーティにも参加していた。

## 光の結社関連
銀 流星（ぎん りゅうせい）
声：進藤一宏
10月5日生、天秤座、血液型A型
光の結社に占領されたブルー寮の生徒。京都府出身。語尾に「〜ズラ」を付けて話す。
使用デッキは【巨大戦艦（グラディウス）】。
元シューティングゲーム世界チャンピオン。彼の部屋にもシューティングゲームがあり、万丈目と明日香に腕前を披露していた。
斎王に取り入ってプロになろうと考えており、自分のカードゲーム世界制覇の足がかりにするため、オシリス・レッド存続をかけた十代と戦うが敗れる。十代には負けたが彼の心意気を理解して和解。しかし、斎王が強制的に洗脳して気狂いにしてしまった。以後の動向は不明。
英語版での名前はLorenzo。
プリンセス・ローズ
声：笠原弘子
お姫様のような風貌をした少女。登場した斎王の刺客では唯一、光の結社の制服を着ていない。妄想癖があり、童話「カエルの王子」の物語に自分を重ね、「デスガエル」が自分を守るイケメンの王子様に見えている。
使用デッキは【カエル】。
斎王の命で修学旅行の行き先を決める為十代とデュエルする。カエルデッキで十代を圧倒するが、十代の策に敗れた。
斎王 美寿知（さいおう みずち）
声：櫻井智
斎王琢磨の妹。巫女の風貌をしている。兄と同じように占い師の能力を持ち、常に瞑想のような行動をしている。
使用デッキは「無限の降魔鏡」などといった【鏡】。
配下の氷丸、雷丸、岩丸、炎丸の4人に4帝と呼ばれる強力なカードを与え、修学旅行で童実野町を訪れていた翔と剣山を襲わせて誘拐。用済みの4人を消した後、翔らを人質に、鏡から出した自分の分身とタッグを組み十代・エドのチームにバーチャル空間でタッグデュエルを挑んだ。
兄と同様に非情な仇役のような振る舞いをするが、それは暴走する兄を救えるだけの実力を持つ人物を探すためであった。激戦の末自分を破った十代達と和解し、兄を十代達に託して自らをコンピュータプログラムに変換し消えていった。
後に104話で再登場。レーザー衛星「ソーラ」の前に苦戦するネオスと剣山を助けた。琢磨が正気に戻った際に再び消えてしまったが、後に海馬コーポレーションのヘリで十代らの元に現れ、自分の肉体が健在であったことを知らせる。そこで正気に戻った兄と再会を果たした。4期ではミスターTに人質として捕らえられてしまうが、ダークネスとのデュエルの最中の十代の呼びかけに応じて現実世界に戻ってきた。卒業式の後のパーティにも兄と共に参加している。
英語版での名前はSarina。
氷丸（こおりまる）
声：木内秀信
美寿知が力を与えた4人の平凡なデュエリストの一人。
使用デッキは4帝の一つ【氷帝】と「陰陽鏡」のカード。
雷丸と共に翔と剣山の2人とデュエルした。雷丸とのチームワークはそれほど良くない。それどころか雷丸の攻撃を横取りしたり、翔と剣山だけでなく雷丸まで巻き込んでダメージを与え勝利するなど、かなり自分勝手な性格である。
翔と剣山を捕まえた後は美寿知に消されたが、後に十代らに翔と剣山、他の3人と共に救出された。
英語版での名前はFrost。
雷丸（いかずちまる）
声：大山鎬則
美寿知が力を与えた4人の平凡なデュエリストの一人。
使用デッキは4帝の一つ【雷帝】と「陰陽鏡」のカード。
氷丸と共に翔と剣山の2人とデュエルした。氷丸とのチームワークはそれほど良くない。
翔と剣山を捕まえた後は氷丸同様、美寿知に消されたが、後に十代らに翔と剣山、他の3人と共に救出された。
英語版での名前はThunder。
岩丸（いわまる）
声：桜井敏治
美寿知が力を与えた4人の平凡なデュエリストの一人。
使用デッキは4帝の一つ【地帝】。
炎丸とは仲が良い。デュエル・アカデミアに入学したかったが一次試験で落ちてしまった。その後、美寿知に力を与えられデュエルで勝てるようになった。
美寿知から戦力外通告され始末されるところを逃走。十代を倒して挽回しようとするも顔を知らなかったため十代と仲良くなってしまう。十代の正体を知った後彼とデュエルを行う。4帝すべてを操り、「デミウルゴス EMA」を召喚し十代を追い詰めるも敗北。その後は十代とも和解し改心するが、美寿知に消されてしまった。この後、十代らに翔と剣山、他の3人と共に無事救出された。
英語版での名前はT-Bone。
炎丸（ほのおまる）
声：石川正明
美寿知が力を与えた4人の平凡なデュエリストの一人。
岩丸とは仲が良い。デュエル・アカデミアに入学したかったが、一次試験で落ちてしまった。
美寿知から戦力外通告され始末されるところを逃走。十代を倒して挽回しようとするも顔を知らなかったため十代と仲良くなってしまう。十代の正体を知った後、岩丸がデュエルする際に消されてしまう。「炎帝テスタロス」は岩丸に使用されたものの「デミウルゴス EMA」召喚のコストだった。この後、十代らに翔と剣山、他の3人と共に救出された。
英語版での名前はBlaze。
神田 次男（かんだ つぎお）
声：窪田亮
洗脳された万丈目が間違えて光の結社に入れた生徒。
使用デッキは【クイズ】。
ブルー寮の生徒。明日香からは「秋葉原君」と呼ばれていた。2人称は「おたく」。十代をクイズで苦しめた。明日香に思いを寄せており、インターネットの掲示板に恋の悩みを投稿していたが十代に敗北したために明日香に見限られた。敗北後、十代を「アニキ」と呼ぶようになる。
179話にブルーの制服で卒業式に出席していた。
英語版での名前はBob Banter。

## 異世界関連
ユベル
声：鶴ひろみ、江川央生
かつて十代が所有したカードの精霊。右半身が女性的、左半身が男性的な体型となっており、橙と青緑色のオッドアイである。声色は二種類を使い分けている。
使用デッキは基本的に宿主のデッキをベースにするが、【三幻魔】や【エクゾディア】など時に独自のデッキテーマも示している。ユベル本体の使用デッキは、自身の効果でLPに直接ダメージを与える【ユベル・バーン】。
その行動理念は全て十代への愛情表現に尽きている。十代が気に掛けている仲間達にはとてつもない嫉妬や殺意を抱くことがあり、自分と敵対する十代に涙声で訴えたり、愛する故に傷つき合う。
十代に対して異常なまでの過保護な面があり、十代を泣かせたという理由で対戦者を平気で意識不明の重症に陥らせるなど邪悪な一面を持つ。かつて少年だった十代の手によりネオスと同時に宇宙へと放たれるも、「正しい波動を取り込むことで清くなって欲しい」という十代の目論みとは裏腹に、破滅の光の力を取り込むという最悪の結果となってしまった。
十代の前世では友人であり覇王の力を持つ前世の十代をいつか訪れる光の波動との対決に向け大人の心に成長するまで守るために、全てを捨て「醜い竜の姿」として人体改造を受けたことで、前世の十代からユベルだけを愛し続けることを誓われた。
人心掌握に長け、さまざまな人物の心の闇を増長させながら十代を精神的に逼迫させていく。十代への愛を一身に受けたいために、仲間達を次々に消失させ、憎しみや苦しみを自分へと向けさせる。かつて十代が自身を宇宙へ放った際に受けた強い孤独と身を焦がすダメージによってそうすることが愛情なのだと達観しており、ユベルの歪んだ性格は修正不能な物と化していた。だが、ユベル城での自身内の覇王を蘇らせた十代との決戦によって、前世のユベルや覇王に関する記憶を十代が思い出すと、十代と魂の超融合を果たした。このことでユベルが十代に永らく向け続けてきた想いはようやく報われたといえる。その後その力は十代の強力な味方となっており、ミスターTでさえ警戒するほど。融合後はやや性格が変わっており、十代を励ましながらもちょっとした悪態をついてみせることもあった。4期での十代とダークネスのデュエルの際、フィールドで「E・HERO ネオス」と超融合、「ネオス・ワイズマン」としてダークネスのモンスターと戦った。
なお、「同性愛表現の規制」「児童に悪影響を与える怖れのある表現の規制（歪んだ愛情表現や雌雄同生体であることなどが該当）」などさまざまな理由から、海外版では性別が女性に変更されており声も女性の1種類しかない。だだし改造される前は男性であり声優も人間時の姿は普段の女性の声優ではなく男性の声優が当てている。カートゥーンネットワークなど規制の厳しい放送局では台詞にも規制がなされている。
一人称は「ボク」だが、106話と107話のみ「私」と言っている。また108話では「我」とも言っている。ヨハンに憑依した際は「俺」とも言っている。
岩の精霊 タイタン
声：松本忍
ユベルに支配されたマルタンによって召喚された精霊。
使用デッキは【サソリ】。
一度目はヨハンに敗れ、二度目に召喚されたタイタンは潜水艦にいた十代らに「八つ手サソリ」や「デビルスコーピオン」、「サンド・ドゥードゥルバグ」を仕向けたが十代の召喚した「E・HERO グラン・ネオス」によって潜水艦に潰され敗れ去った。
バードマン
声：陶山章央
高レベルモンスターが支配する異世界に住む、鳥獣族モンスターのリーダー格。
使用デッキは【鳥獣族】。
低レベルのモンスターを卑下し、十代と生死を賭けた戦士同士のデュエルを行なうが敗北。敗北後、十代の中に何かを感じたのか「覇王」となるように告げ死亡した。
低レベルのモンスターを卑下していたのは自身のレベルもそう高くない「4」であるコンプレックスの裏返しで、本心ではより低レベルのモンスターを卑下することを恥じており、レベルによる支配がなくなるよう望んでいた。
英語版での名前はHarpie's Brother。
カイル
声：高原瑞季
異世界に住む少年。廃墟となった町で父親の写真を持ち出そうとしたところをスカーに襲われるが、十代によって救われた。ジーナ（声：吉岡麻耶）という姉がいる。
スカー
声：石原凡
正式名称「暗黒界の斥候 スカー」。暗黒界のモンスターの一体。廃墟となった町でカイルを見つけ襲い掛かるが、十代に迎撃され死亡した。
暗黒界のモンスターは色が名前の由来となっている（スカーの場合はスカーレットである）。。
フリード
声：岸祐二
正式名称「放浪の勇者 フリード」。暗黒界のモンスターが徘徊する異世界にて、異世界に飛ばされた人々を護っている戦士。その実力は皆が尊敬するほどのものである。ズールと戦う十代のために、起死回生のキーカードとして自らをカード化してその命を投げうった。
ベージ
声：岩下政之
正式名称「暗黒界の尖兵 ベージ」。暗黒界のモンスターの一体。ズールにラーズの脱走を報告した。名前の由来はベージュ。
グリン
声：山岸弘一
正式名称「暗黒界の策士 グリン」。暗黒界のモンスターの一体でズールの側近。名前の由来はグリーン。
ラーズ
声：増田隆之
正式名称「戦士ラーズ」。フリードの部下でカイルの父親。暗黒界の収容所に捕らわれていたが脱走。追っ手から逃げるために通常モンスター以外を全て破壊するカード「ジャスティブレイク」を使用した。だが、自分もまた効果モンスターであったために致命傷を受け、フリードや十代達の元までたどり着くも、彼らに見取られて息を引き取った。
青髪の少年
声：藤原祐規
戦士と間違えられて捕虜にされ、牢屋に置き去りにされていた少年。容姿がヨハンとよく似ている。十代によって助けられるがズールの攻撃によって光の粒子となり消滅した。
ズール
声：西村朋紘
正式名称「暗黒界の騎士 ズール」。暗黒界モンスターの一体でそのリーダー格。収容所に来た十代とのデュエルに敗れて死亡。光の粒子になって消えた彼の体からは「悲」「疑」「苦」「怒」「憎」の文字が書かれた真珠のような珠が現れ、すぐに消滅したが、後にこれらが十代達の結束に亀裂を走らせる近因となった。名前の由来はアズーリ。
ブロン
声：伊藤健太郎
正式名称「暗黒界の狂王 ブロン」。暗黒界モンスターの一体でそれらを治める王。
使用デッキは【暗黒界】。
ヨハンを助けに来た十代とデュエルを行なうが、ゴルドとシルバに捕らえさせた万丈目、剣山、明日香、吹雪を人質に取る卑劣な戦法をとる。その目的は万丈目達に芽生えた邪悪な心（上述の「悲」「疑」「苦」「怒」「憎」）を「邪心経典」の生け贄に使用して「超融合」なるカードを手に入れ、「暗黒界の混沌王 カラレス（名前の由来は無色）」を召喚することだった。しかし「疑」の心をもつ翔が居なかったために超融合のカードは手に入らず、代わりにカラレスよりもレベルの低い「暗黒界の魔神レイン（名前の由来は虹）」を召喚する。その後、仲間を生け贄にされ怒りに満ちた十代の猛攻を受けて死亡。最期に十代をより苦しめるために、ヨハンは死んだと欺いた。名前の由来はブロンズ。
ゴルド
声：永野広一
正式名称「暗黒界の武神ゴルド」。暗黒界モンスターの一体でシルバ（声：内田慎二）と対を成すリーダー格。シルバと共にブロンの命により万丈目、剣山、明日香、吹雪を捕らえ、最後の一人である翔の元に現れたが、オブライエンの機転により翔を取り逃がしたためブロンの怒りを恐れて逃げ出した。名前の由来はゴールド、シルバはシルバー。
ネロ
声：ふくざわるみね
デュエリストを目指している少年。バトルフットボーラー（声：山岸弘一）に襲われたが、ジムとオブライエンによって助けられる。その後、近隣の村に避難するが、覇王軍の襲撃に遭った。
バーガンディ
声：遠近孝一
カードとしての正式名は「絶対防御将軍」。覇王の脅威から逃れた人々を護っていたリーダー格。タニヤなどと同じく別の世界から飛ばされてきた。ジムとオブライエンに覇王城への道を教えた後に覇王軍に襲われ死亡した。
クラレット
声：浪瀬麗子
カードとしての正式名は「ハープの精」。バーガンディのいる村で倒れたジムを介抱していた。
コザッキー
声：上田陽司（現：上田燿司）
覇王に仕える下級の悪魔族モンスター。無視されることを嫌う。究極のカードの研究を一任されていた。見限られてしまった覇王の信用を取り戻すためにジムとデュエルを行うが敗北した。
カオス・ソーサラー
声：木内秀信
覇王の部下。東部方面の制圧を任されていた。スカルビショップを破り覇王城に乗り込んできたオブライエン達に襲い掛かるが、亮に挑発され彼とデュエルを行う。「究極完全態・グレート・モス」を使用し、亮を追いつめるも、「サイバー・エンド・ドラゴン」には敵わず死亡する。敗れはしたものの亮を相手に極めて召喚の難しい「究極完全態・グレート・モス」を召喚するほどの実力を持つ。
ガーディアン・バオウ
声：堀田勝
覇王の部下。北部方面の制圧を任されていた。覇王城での戦いでは唯一生き残り、「融合」が使えなくなった十代なら勝てると踏み、その前に現れたものの、デュエルの末に敗北して消滅した。
スカルビショップ
声：風間勇刀
覇王の部下であり覇王軍の参謀。ゴブリンエリート部隊を配下に持ち、西部方面の制圧を任されていた。融合素材である「魔天老」に姿を変えて、冥界の番人と密かに手を組み暗躍するも、それに気付かれたオブライエンとデュエルして敗北、消滅した。
英語版での名前はSkull Knight。
黒魔術師
声：蓮岳大
白魔導士（声：髙木俊）と共に覇王の側近を担う二人組の魔導士。覇王城に乗り込んだエドとデュエルを行い、自分達を生け贄に真の姿である「終焉の王デミス」を召喚したが、「Bloo-D」に倒され二人とも死亡した。二人掛かりとはいえエドの残りライフをわずか500まで追いつめるだけの実力を持つ。
海神の巫女
声：荒木香恵
踊る妖精（声：江馬ゆかり、釘宮由稀、ふくざわるみね）と共に覇王から逃れていたところを翔と出会い、彼の助言によりオブライエンを覇王と戦う勇者と見込む。また自身の効果とオブライエンの銃型デュエルディスクによって凶暴な「きつね火」を撃退した。
冥界の番人
声：飯田利信
スカルビショップの部下で番人の盾（声：チョー）を装備している。本体は「その通り」しか喋らないが盾の方は饒舌。覇王軍に情報を流すため、覇王の手から逃れた難民が暮らす町に指導者として潜伏していた。スカルビショップの死亡後、オブライエンに捕縛される。本体の末路は不明だが、盾は覇王上に潜入させるために利用され、カオスソーサラーに一刀両断され消滅した。

## ダークネス
ダークネス
声：郷田ほづみ
ミスターTを従え藤原の心の隙をついて洗脳し、世界中の人間を自らの世界であるダークネスの世界、「虚無世界」に引き込んだ真の黒幕。
使用デッキは【ダークネス】。デッキテーマは「虚無」と「無限」。背中に生えた翼（右3枚、左2枚）をデュエルディスクとして扱う。
装飾の入ったローブと、山羊（悪魔）の頭骨と人間の外骨格を組み合わせた姿をした、宇宙が一枚のカードの表と裏から誕生した際に、裏側の闇から生まれし「暗黒の深遠＝Dark‐ness」を意味する虚無の存在。
自身が現実世界に降臨した理由を、己は「心の闇」から生まれたものであり、心の闇こそが人間の本質である以上それは必然であったと答えている。そして、心の闇が超常現象（自然破壊で起きる現象）・戦争・テロ・壊れた人間が起こす異常な事件を引き起こしていると説き、自身の存在が人間の本来の結末であると語り、十代を驚愕させた。ユベルと融合し特殊な存在となっていた十代を己の世界に相応しくないと判断し、葬り去ろうとデュエルを挑む。その今までに存在しないデッキコンセプトで十代を敗北寸前に追い込むが、十代の呼びかけにより自らの世界に引き込んだ者全員が帰還し、己の存在意義を覆され動揺する。そして十代最強のモンスター「E・HERO ゴッド・ネオス」の攻撃を受け、敗北。人の心の闇が存在する限り、ダークネスは何度でも蘇ると告げて消滅した。
英語版での名前はNightshroud。
ミスターT
声：郷田ほづみ
デュエルディスクに反応しない謎の闇に包まれたカードの集合によって現れる「闇のエージェント」。自らを「真実を語る者、トゥルーマン」と称し、そこからミスターTと名乗った。普段は別世界に身を潜めているらしく、空間を裂いて現れることもある。使用デッキは「ダーク・アーキタイプ」を切り札に据え、その効果で上級モンスターを早期に召喚する速攻型である。
その正体はダークネスの使者で、彼の体を構成している漆黒のカードはデュエリストの思いが込められていなかったカードである。思いを込められなかったカードを通して人間の前に現れることも出来る。また、姿形を自在に変えられ、幾人にも分身できる。逆に複数のミスターTが融合することで強力な単体を生み出す事も可能で、オネストと邂逅して警戒を強めた十代討伐に打って出た時に実行している。
デュエル・アカデミアが卒業デュエルを行なっている時期に、ついに大々的な行動を起こし、童実野町の人間をほとんど取り込んだ。そして十代に敗れ意気消沈していた空野を倒し、彼の姿を奪う。その後、童実野町に呼んだ十代を待つオブライエンを誘き出し、彼の父親の姿とデッキを使いオブライエンを倒し、両親の前に彼の姿で現れオブライエンに関する記憶を消した。そして吹雪以外のデュエル・アカデミアの人間をダークネスの世界に引きずり込んだ。その後、吹雪と十代、ヨハンが藤原と対峙した際、そのデュエルを取り囲むが「オネスト」の力を得た「レインボー・ネオス」の攻撃により全員消滅した。
なお、十代が童実野町からアカデミアに戻ろうとした際に外見が彼そのものである人物とデュエルを行い、宝玉獣を使ってきたことに困惑と怒りを露わにしていたが、それは直前の斎王とのデュエルでダークネスのカードに精神を侵され、ヨハンがミスターTに見えてしまっていただけだった（そのため口調も普段のミスターTとは大きく異なる）。レインボー・ドラゴンの一撃を受けたことで幻覚は解けている。

## 主要人物の親族及び関係者
前田 熊蔵（まえだ くまぞう）
声：郷里大輔
隼人の父親。造り酒屋を営んでいる。隼人を連れ戻す為にデュエル・アカデミアにやって来た。薩摩次元流の一撃必殺の奥義を応用したデュエルをするらしいが、実際は強力な効果を持つカード「ちゃぶ台返し」を使う。デュエルでは圧勝したものの隼人の意思を認めた為、彼を連れ戻さず故郷に帰っていった。
万丈目 長作（まんじょうめ ちょうさく）
声：平野貴裕
万丈目兄弟の長男。政界に君臨することを目論んでいる。オーナー・海馬瀬人の出した条件の元でデュエル・アカデミアを買収しようとしたが、末弟・準と買収を賭けたデュエルで破れ、失敗に終わった。その後は準の成長を認め、デュエル・アカデミアから手を引いた。
使用デッキは、パラレルレアのカードのみで構成されており、「竜魔人 キングドラグーン」を筆頭とした【ドラゴン族】。キングドラグーンを除いて召喚したドラゴン族モンスターは「サファイアドラゴン」や「ダイヤモンド・ドラゴン」等、名前に宝石名が入っているものが中心。三幻魔によって自分のパラレルレアカードの魂を吸収された時には非常に焦っていた。
英語版での名前はSlade Princeton。
万丈目 正司（まんじょうめ しょうじ）
声：冨田真
万丈目兄弟の次男。財界に君臨する事を目論んでいる。長兄・長作と共にデュエル・アカデミアを買収しようとしたが、兄の敗北によって失敗に終わった。
英語版での名前はJagger Princeton。
エドの父
声：岩間健児→永野広一
元I2社のカードデザイナー。10年前、「破滅の光」の誘惑に勝てず究極のD「D-HERO Bloo-D」を生み出し、そのカードに宿っていた「破滅の光」の力に取り込まれたDDに殺害され、「Bloo-D」に魂を取り込まれていた。そして10年後、「Bloo-D」を倒すことを躊躇するエドを説得し自分もろとも攻撃させた。最期は、破滅の光の力は斎王に取り付いていることを告げ、「Bloo-D」と共に消え去った。
オブライエン父
声：西松和彦
オースチン・オブライエンの父親。息子であるオースチンに傭兵とは何たるかを教えた男。コブラに戦場にて息子と共に引き取られた。妻（声：中川玲）と共に交通事故にあったがオースチンに救われ、その後自らの手で妻を救った。現在は夫婦揃って山奥で隠遁生活をしており、傭兵は引退している。
アルベルト・ツバインシュタイン
声：青野武
デュエル大統一理論を完成させた人物。モデルとなった人物はアルベルト・アインシュタイン（ドイツ語ではアイン＝1、ツヴァイ＝2の意）。
使用デッキは「相対性フィールド」を初めとする【物理】。
斎王の刺客だったが、岩の上や崖から転落してしまうなど、間の抜けた一面が見られた。その後、三沢を後継者に見出して弟子兼研究助手として招く。デュエル・アカデミアが異世界に飛ばされてからI2社と協力して異世界と現実世界をつなぐ狭間を発見。膨大なデュエルエナジーを使えば二つの世界をつなげることが可能であることを知り、異世界にいるヨハン達に通信を試みた。
プロフィールの顔写真は、横を向きひょうきんな顔で舌を出すというものであった。
英語版での名前はDr.Eisenstein。
カレン
声：岩間健児
ジムの家族であり親友のワニ。ジムによる三人称は「彼女」。バンダナで目を隠すと落ち着く。また、身の危険を感じると身体をブルブルと振るわせる。SAL研究所の地下に住む野生の虎と奮闘、明日香を救出するなどの活躍を見せる。まジムの手からしか食事を受け取ることはなかったが、十代と友情を深めたことで彼の手からも食事を受け取った。異世界において覇王が召喚したダーク・ガイアの攻撃をジムと共に浴び、光の粒子となって消滅した。その後、ジムと一緒に現実世界に戻ってきた。
英語版での名前はShirley。
司令官/エコー
司令官の声：永井幸子、エコーの声：中尾友紀、エコーの幼少期の声：中尾友紀
潜水艦からアモンに指令を下していた女性。コブラについてさまざまな調査を行っていた。また、潜水艦には多くの特殊部隊も同乗していた。幼少時はアモンの遊び相手としてガラム家に仕えており、アモンの写真の入ったロケットを所有しているなど、彼のことを誰よりも愛している。
アモンを異世界の王とするために、レインボー・ドラゴンの石版を発掘しようとしていたペガサスの邪魔をしようとしたが、失敗に終わった。その後、アモンが異世界の王となるのを見届けようと王家の墓跡へ行き、自身を止めようとしたクロノスと共に次元の歪みに飲まれた。
その後、異世界でクロノスと共に彷徨い、十代やエド達と合流するが、同時にユベルの下僕と成り果ててしまったアモンと再会し、ショックを受ける。挙句、アモンが自分を「最も愛する人」と評したことで、自らエクゾディア復活のための生贄になってしまう。死してなおアモンを守るほどに彼を愛していたが、その心の闇をユベルに利用され、アモンが敗北するきっかけを生み出してしまった。
リック
声：石橋美佳
コブラが偶然戦場で見つけた子供。彼に気を取られたコブラは爆撃から命を救われた。名付け親はコブラで、息子として育てられた。コブラからプレゼントされたカードが突風に飛ばされ、それを追い道路に飛び出してしまい、トラックの交通事故によって幼くして命を落とした。
英語版での名前はPierce。
エメラルダ
声：山像かおり
エドのスポンサー会社「千里眼グループ」の秘書。万丈目がエドの付き人となる前は彼のスケジュール管理をしていた。「最後のD」のカードが失われた際はその消息を調べており、その過程で十代と協力することになる。
コステロ
声：上別府仁資
千里眼グループの会長。千里眼グループは万丈目グループのライバル会社であり、「最後のD」のカードの製作にも関与していたが、その「最後のD」をエドが紛失してしまったことに対してスポンサー契約を打ち切る。だが「最後のD」がエドの手元に戻ったことで再び彼と契約を結んだ。

## プロデュエリスト
エックス
声：大塚芳忠
斎王が十代に差し向けた刺客で、十代が初めて戦ったデュエル・アカデミア関係者以外のプロデュエリスト。
使用デッキは【デッキ破壊】。デッキ切れによって勝利する戦術を取る。
「甘ーい！」が口癖で、不気味な雰囲気を醸し出している。プロとしてのランクはエドより上だがその戦術故に嫌われている。十代と戦うまでは初めて戦った相手には負けたことがなかった。相手のデッキ信頼などを破壊することに喜びを感じているサディストで、彼と戦った相手はデュエリストとしての誇りやデュエルへの情熱を失くし、二度とそのデッキを手にしなくなるという。デュエルでは十代のデッキを大幅に削り追い詰めたが、十代の「N・グローモス」の特殊能力で逆にデッキを破壊され敗北した。
英語版での名前はHoward X Miller。
オージーン
声：菅沼久義、幼少期：ふくざわるみね
北欧の小国、ミズガルズ王国の王子。その身分でありながらもデュエルモンスターズの大ファンであり、プロデュエリスト試験に合格するほどの実力を持つ。
使用デッキは1ターン毎に攻撃力を上げる【サテライト・キャノン】。
ミズガルズ王国は世界を滅ぼしかねないレーザー衛星「ソーラ」を所有しており、各国から非難されている。ソーラを作動させる鍵を持つ彼は、斎王とのデュエルで1ターンキルを狙うも返り討ちに遭い、ソーラの鍵を渡して斎王の忠実な部下になってしまう。いずれ王になるという責任感から、幼少の頃より自分の不満を押し殺し、苦悩を隠し続けていた。秘書であるリンドは彼の内面を知っている一番の理解者であり、オージーン自身を好いている。斎王の命令により十代からソーラの鍵を奪取すべくデュエルを行うが敗北する。その後、リンドと共に十代達と斎王の元へ向かうも、斎王に操られてしまいソーラを作動させてしまった。
カブキッド
声：落合弘治
ショーマンシップの花形デュエリスト。外見及び口調は歌舞伎役者に酷似している。クロノスとナポレオンは彼のファンである。
使用デッキは「重装武者-ベン・ケイ」等の和風モンスターや、日本文化に由来するカードを使用する。
「観戦者を楽しませてこそプロのデュエリスト」という持論を持っていたが、十代とのデュエルにて自身がデュエルを楽しんでいないことを指摘される。その後、十代には敗北したが最後のターンはデュエルを楽しんだ。
英語版での名前はOrlando。
ゲルゴ
声：松山鷹志
エド曰く「ランクは高くないが堅実な手を打つ」。強面の顔に太い眉毛という特徴的な外見をしている。デッキの詳細は不明。ジェネックスにおいてそれなりの戦績を出していたようだが、万丈目の「白騎士団のランサー」によってマシュマロンを攻撃され敗北した。
マティマティカ
声：太田真一郎
ランク10位のプロデュエリスト。「デュエルは数学だ」というのが持論を持っている。
使用デッキは基本的な戦法は「グラヴィティ・バインド-超重力の網-」で攻撃を封じ、プレイヤーを直接攻撃できるモンスターで攻めるという【行動ロック】。数学者らしく「死の演算盤」を使用する。再登場した大山の引きの前に敗れた。
英語版での名前はMathmatica。
サンブレ・ゲレロ
声：岩間健児
ランク9位のプロデュエリスト。ロックンローラーのような外見をしている。2人称は「アミーゴ」。「ゴブリン舞踏隊」というモンスターを使っていた。再登場したもけ夫とデュエルするも途中でやる気を失くし、デュエルを放棄した。
英語版での名前はElroy Prescot。
ソムリエ・パーカー
声：内田直哉
ランク8位のプロデュエリスト。
使用デッキはソムリエらしく、【酒】。使うカードも酒に関係したものが多い。
ジュンコとももえの2人を相手にデュエルし追い詰めていったが、明日香がそのデュエルを引き継ぎ勝利。最後に「完敗に乾杯」という駄洒落を残して敗北した。
英語版での名前はMaitre' D。
DD
声：井上和彦
10年もの間、プロデュエル界の頂点に君臨し続けたチャンピオン。通称「DESTINY OF DUELIST」。エドの後見人を務める。かつて英雄になりたくてプロデュエリストを目指すも挫折。行き詰っていた時、幼い頃のエドに出会い、エドの父がI2社のデザイナーであり、極秘のカードを作っていると知る。そして、その「究極のD」のカードを狙い強奪しようとしたが、カードに宿っていた「破滅の光」の力に飲み込まれ凶暴な人格を生成してしまい、その結果エドの父を殺害してしまう。その後、警察の捜査状況を知るために何も知らないエドを引き取った。しかし、エドと共に過ごす内に自らの罪を悔やむようになり、表舞台では「Bloo-D」を使うのを拒んでいたが、ドクターコレクターとのデュエルにて完全な形で凶暴な人格に支配され、敗北した彼を殺してしまう。その後エドを自分の船に呼び、真実を明かした後にデュエルする。究極のD「D-HERO Bloo-D」でエドを追い詰めるが、父の思いを受け継いだエドに敗北。敗北後は「Bloo-D」に宿っていた破滅の光の力の抜け殻が爆破し船は炎上。最後まで力に取りこまれたまま炎に飲まれていった。
英語版での名前はThe D（本名はKyle Jables）。
ドクターコレクター
声：鶴岡聡
終身刑のデュエリスト。IQ200の頭脳を持ち、あらゆるカード犯罪に精通している。獄中からFBIにも協力しているらしい。
使用デッキは「マジシャンズ・ヴァルキリア」や「黒魔導師クラン」といった、【魔法使い族】。
悪鬼と化したDDの「Bloo-D」によって完敗した挙句殺害され、Bloo-Dに魂を吸収されてしまった。

## プロフェッサー・コブラとその配下
プロフェッサー・コブラ
声：高塚正也
鮫島校長がウエスト校から招き入れた特別教師。
使用デッキは【ヴェノム】。
元特殊部隊の兵士で、指導方針は「実戦あるのみ」。その方針に基付いて1年間ひたすら実戦デュエルに明け暮れる「デスクロージャーデュエル（通称デス・デュエル）」の開始を宣言、全校生徒に「デュエルの闘争心を測定する」という名目で、腕時計のようなデスベルトという機器を取り付ける。デュエル・アカデミア本校の島にある閉鎖されたSAL研究施設を密かに使用し、デスベルトでデュエリストが発散するエナジーを吸い取っており、吸収するエナジーの量は微量から致死に至るまでコブラがコントロールするなど危険な陰謀を巡らせている。その目的はユベルの奇跡の力で、目の前で事故死してしまったリックを蘇らせてもらうことだった。ユベルと契約した影響で、左腕が不気味な鱗で覆われている。ユベルにエナジーを捧げるために十代と対戦。凶悪な効果を持つヴェノムモンスターで十代を追い詰めるも、十代の「E・HERO マグマ・ネオス」の前に敗れる。その後に現れたユベルにリックの幻を見せられ、それに誘われるがままに闘場から転落。鮫島校長曰く行方不明。遊戯王タッグフォース3では生存している。
一人称は「私」だが、108話のオブライエンとの会話のみ「俺」と言っている。
英語版での名前はThelonius Viper。
ギース・ハント
声：成田剣
コブラが送り込んだ刺客。精霊が見え、ヨハンの宝玉獣を狙っている。精霊を狩り、それを生き甲斐としているという、残忍な性格を持ち合わせている。ヨハンにデュエルを申し込んだが、ヨハンが優勢になった際、精霊を人質（札質？）にして攻撃をさせないなど、極めて卑劣な手段を取る。デュエルに敗れてしまい、今までギースから残酷な仕打ちを受けたと思われる精霊達と共に、光の中へ消えるという、謎めいた最期を遂げた。彼にも過去に友となったカードの精霊がいたらしい。
英語版での名前はTrapper。

## デュエルの精霊
ハネクリボー
声：石橋美佳
十代がデュエル・アカデミア入学試験に遅刻しそうになっていたところに、武藤遊戯から譲り受けたカード。十代の相棒として使われている。
おジャマ・イエロー
声：長浜満里子
万丈目が所有するカードに宿る精霊。翔曰く「どうしようもないが本当は純粋な三男」。市ノ瀬から万丈目に渡される。一人称は「おいら」だが、「私達を食べていい」、「男じゃないもん」などオカマキャラ的な言動が多い。3期の異世界編では女性モンスターにデレデレとした態度を見せていたりする。万丈目とは凸凹コンビぶりを演じ、万丈目が光の結社に洗脳された時は十代に使用され、何度も破壊されながらも特殊召喚されて説得を続け、結果万丈目は正気に戻ることができた。3期では、万丈目が狂王ブロンの戦術の犠牲になった後は翔と再会して彼と共に十代の戦いを見届けた。
おジャマトリオは攻撃力0の通常モンスターだが、時としてサポートカードを駆使して相手に引導を渡す役にさえなることがある。最後に描写されたエドとのデュエルでは万丈目から「お前はデッキのエースカードだ」と言われていた。
おジャマ・グリーン
声：下崎紘史
万丈目が所有するカードに宿る精霊。翔曰く「目つきの悪い次男」。井戸に捨てられていた弱小カードもろとも万丈目に引き取られる。妙に筋肉質でボディビルダーの如く決めポーズをすることが多い。
おジャマ・ブラック
声：岩間健児
万丈目が所有するカードに宿る精霊。翔曰く「腹黒い長男」。井戸に捨てられていた弱小カードもろとも万丈目に引き取られる。ボテ腹で時折腹が揺れる。
人造人間-サイコ・ショッカー
声：鶴岡聡
高寺達を利用して復活しようとしたが、十代にデュエルで敗れ消滅。デュエルでは、「怨念のキラードール」と「エクトプラズマー」のコンボを展開した。デュエルの精霊らしいが、人間3人の生け贄を捧げることで実体化できる点は他の精霊とは異なる。必殺技は「電脳（サイバー）エナジーショック」。
英語版での名前はJinzo。
墓守の長
声：島田敏
十代達が遺跡探検へ出掛けた時、一時的に異世界へ飛ばされた時に現れた精霊。
使用デッキは【墓守】。
十代を墓荒らしと見なし儀式（闇のデュエル）の対象とした。「王家の眠る谷-ネクロバレー」を使った墓地利用封じの戦術で十代を苦しめた。
サラ
声：水谷優子
カードとしての正式名は「墓守の暗殺者（アサシン）」。墓守の長の部下。十代が墓守に見つかりそうになった時、隠れるように促した。また、墓守の長がデュエルで召喚した時は攻撃宣言に躊躇する様子を見せていた。その後、十代達が現実世界に戻る際、半分欠けたペンダントを十代に渡し、もう片方の持ち主である吹雪に自分のメッセージを伝えるように頼んだ。
『タッグフォース3』では現実世界に渡ってきてついに吹雪と再会、女子生徒が集まってきたため逃げられてしまうものの、十代とも再会し、吹雪が元気に過ごしているという話を聞き喜んでいた。
英語版での名前はYasmin。
カイバーマン
声：津田健次郎
正式名称「正義の味方 カイバーマン」。海馬瀬人の生き写しのような性格・口調をした、精霊界の長のような存在。
使用デッキは海馬のデッキそのものであり、切り札はもちろん3枚の青眼の白龍と青眼の究極竜。また、カードのイラストとは違い、海馬本人と同じペンダントを首に下げていたほか、自分自身のカードを使用した際に自ら戦わず（ザルーグやブラックマジシャンガールは自分からフィールドに出て戦っている）、ソリッドビジョンで2体目のカイバーマンが出現した。
デュエル・アカデミア内にある温泉から精霊界に迷い込んだ十代とデュエルで勝負する。海馬同様、無茶苦茶と言えるほど強引であるが、当時闇のデュエル続きで心が落ち着いていなかった十代にデュエルとは何たるかを教えた。
ゴーグ
声：松本忍
正式名称「黒蠍-強力のゴーグ」。ザルーグの手下で黒蠍盗掘団の一人。キャッチコピーは「黒蠍一の力持ち」。アカデミアに潜入しレッド寮の管理人になりすましていた。必殺技は「強力ハンマー」。
クリフ
声：林伊織
正式名称「黒蠍-罠はずしのクリフ」。ザルーグの手下で黒蠍盗掘団の一人。キャッチコピーは「どんなトラップでも朝飯前」。アカデミアに潜入し守衛になりすましていた。必殺技は「トラップ・ナイフ」。
ミーネ
声：江馬ゆかり
正式名称「黒蠍-棘のミーネ」。ザルーグの手下で黒蠍盗掘団の一人。キャッチコピーは「黒蠍団の紅一点」。アカデミアに潜入しブルー女子寮の女医になりすましていた。罠カードの効果で2体しかモンスターが出せなくなったザルーグに対し「ここはあたしを！」とフィールドに飛び込んだ。必殺技は「棘の鞭」。
チック
声：中村太亮
正式名称「黒蠍-逃げ足のチック」。ザルーグの手下で黒蠍盗掘団の一人。キャッチコピーは「お宝頂きゃあとはとんずら」。アカデミアに潜入しオシリス・レッドの生徒になりすましていた。翔によるとよく部屋を間違えるらしい。必殺技は「電木槌」。
ブラック・マジシャン・ガール
声：中尾友紀
通称「ブラマジガール」。性格は明るく、ノリが軽い。学園祭のコスプレデュエルイベントで登場した。使用するカードはやはり「ブラック・マジシャン・ガール」、「マジシャンズ・ヴァルキリア」。対戦した十代は彼女にダメージを与えるたびにブーイングを受け、当の彼女は対戦後は翔にキスして姿を消した。
カードのイラストとは違い、ブローチの絵柄が魔方陣からウジャト眼になっている。
英語版での名前はDark Magician Girl。
死神（しにがみ）
声：松本忍
ノース校に伝わる死神のカードの精霊。橘に命と引き換えにドローの力を与えたが、自分のデッキを信じてドローすることを選んだ彼に捨てられた。宿っていた死神のカードはただの攻撃力0の通常モンスターだった。
ジェリービーンズマン
トムのカードの精霊。トムは姿を見る事は出来なかったが、ヨハンには見えておりそれが彼の夢のきっかけになった。その後、ヨハンとギースとのデュエルにてギースに囚われていたことが判明。人質にされてしまったが十代によって救出された。
オネスト
声：星野貴紀
藤原が持っていたカードの精霊。彼が行方不明となった後、マスターである彼の姿を借りてその消息を調べるべく、万丈目達に近づく。目が発光して発動するサイキック能力や、自らの存在を相手に記憶させる能力を持つが、後者はユベルと融合した十代には通用しなかった。藤原が吹雪達に見殺しにされたと思い込んでいたが、十代との対話で誤解が解け、デュエルモンスターズ界に迫っている危機を十代達に知らせた直後、ミスターTの攻撃から十代達を庇って致命傷を負う。藤原を探していたのは「デッキから外された自分はマスターに見捨てられた」という悲しみを受け入れられずに起こした行動だったが、最後には「自分を巻き込みたくないための行動だった」と知り、満足げな表情を浮かべて十代の魂と融合した。その後藤原が自我を取り戻した際に彼の元へと戻った。

## 前作からの登場人物
武藤 遊戯（むとう ゆうぎ）

武藤 双六（むとう すごろく）
声：宮澤正
遊戯の祖父。前作とは身に着けているバンダナの色が異なっている。
英語版での名前はSolomon Muto。
海馬 瀬人（かいば せと）

磯野（いその）
声：岩崎征実
海馬コーポレーションの社員。
海馬の部下で黒服の一人。前作同様、同僚の河豚田と共に海馬の命令を受けてさまざまな実務をこなしている。
英語版での名前はRoland。
ペガサス・J・クロフォード

迷宮兄弟（めいきゅうきょうだい）
声：兄（迷）- 竹本英史、弟（宮）- 西村仁
前作の決闘者の王国編で登場したプレイヤーキラー。
英語版での名前はParadox Brothers。
セオドア・イワラオス
声：岩下政之
前作のKCグランプリ編で登場したデュエリスト。
英語版での名前はTotani Ialos。